# Équipe de France masculine de handball au Championnat d'Europe 2010
L'Équipe de France masculine de handball participe à ses 9e Championnats d'Europe lors de cette édition 2010 qui se tient en Autriche du 19 au 31 janvier 2010.
Elle y remporte son deuxième titre de champion d'Europe grâce à sa victoire 25 à 21 face à la Croatie. Elle devient alors la première nation à remporter coup sur coup les titres olympique (2008), mondial (2009) et donc continental.
Après un début de compétition relativement difficile (deux matchs nuls et une victoire d'un but lors du tour préliminaire), les Experts montent progressivement en puissance et remportent tous leurs matchs du tour principal, terminant à la première place de leur groupe. Ils remportent ensuite la demi-finale face à l'Islande (future 3e de l'épreuve) 36 à 28.
L'équipe de France remporte le titre continental après une victoire en finale face à la Croatie 25 à 21.

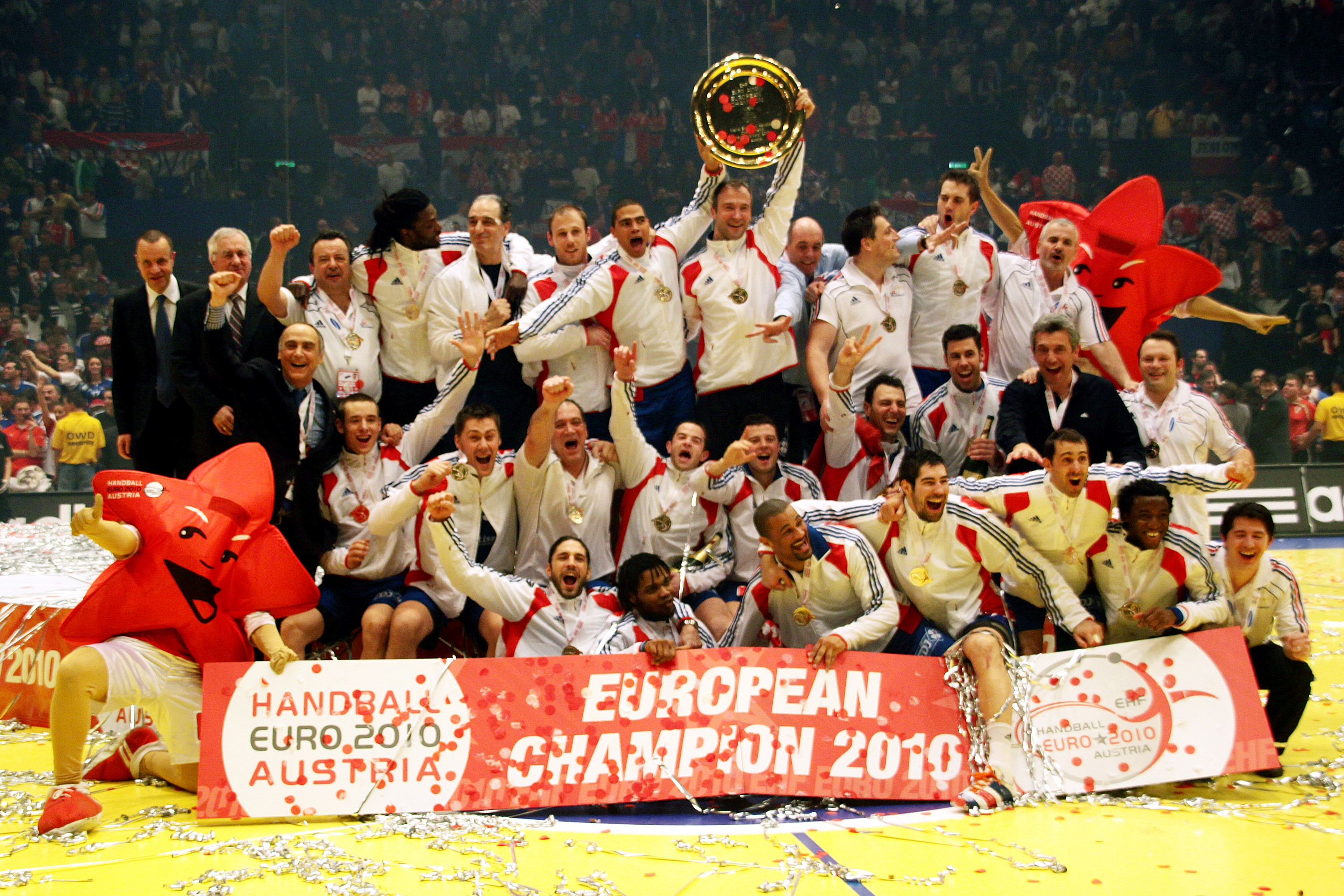
L'équipe de France fêtant le titre de champion d'Europe 2010.

## Présentation

### Qualifications
Encore dans l'effervescence de son titre de champion du monde, les Experts doivent repartir pour les matchs de qualification pour l'Euro 2010 en Autriche. Le début des qualifications sont un peu en demi-teinte avec une petite victoire face aux faibles Luxembourgeois et une défaite face à la République tchèque de Filip Jícha. Les Bleus tiennent ensuite leur rang face au Portugal et à la Lettonie au terme des matchs aller.
Le mois de juin est la dernière ligne droite pour les Bleus qui doivent remporter leurs trois matchs suivants face au Luxembourg, à la République tchèque et au Portugal pour pouvoir participer à l'Euro. Mission réussie puisque les Experts l'emportent sans forcer leur talent à Montbéliard 35-18 face au Luxembourg, puis le match capital face à la République tchèque diminuée par les blessures de certains cadres comme Jicha le joueur de Kiel. Enfin, les Bleus se qualifient facilement avec une grosse victoire face au Portugal. La qualification dans la poche, l'équipe de France doit cependant jouer un dernier match de qualification en Lettonie, occasion pour Claude Onesta de lancer de nouveaux joueurs comme Cyril Dumoulin dans les buts, William Accambray, Grégoire Detrez ou encore Igor Anic. Ce match sans enjeu se solde par une défaite 27-24, mais il pourra servir au sélectionneur dans l'avenir.
|   | Équipe       | Pts | J | G | N | P | Bp  | Bc  | Diff |
| - | ------------ | --- | - | - | - | - | --- | --- | ---- |
| 1 | France       | 12  | 8 | 6 | 0 | 2 | 251 | 192 | 59   |
| 2 | Rép. tchèque | 12  | 8 | 6 | 0 | 2 | 255 | 221 | 34   |
| 3 | Portugal     | 10  | 8 | 5 | 0 | 3 | 234 | 229 | 5    |
| 4 | Lettonie     | 6   | 8 | 3 | 0 | 5 | 227 | 249 | -22  |
| 5 | Luxembourg   | 0   | 8 | 0 | 0 | 8 | 182 | 258 | -76  |

| 30 octobre 2008 20h15 | Luxembourg      | 21 - 30 | France               | D'Coque, Luxembourg Affluence : 5 000 Arbitrage : Bebetsos, Meimaridis |
| 30 octobre 2008 20h15 | Alain Poeckes 6 | (13-15) | Sébastien Ostertag 6 | D'Coque, Luxembourg Affluence : 5 000 Arbitrage : Bebetsos, Meimaridis |
| 30 octobre 2008 20h15 | ×2 ×4           | Rapport | ×2                   | D'Coque, Luxembourg Affluence : 5 000 Arbitrage : Bebetsos, Meimaridis |

| 2 novembre 2008 15h00 | Rép. tchèque  | 32 - 29 | France             | Sportovní hala Vodova, Brno Affluence : 1 000 Arbitrage : Visekruna, Stanojevic |
| 2 novembre 2008 15h00 | Filip Jícha 9 | (13-11) | Cédric Sorhaindo 6 | Sportovní hala Vodova, Brno Affluence : 1 000 Arbitrage : Visekruna, Stanojevic |
| 2 novembre 2008 15h00 | ×3 ×2         | Rapport | ×3 ×2              | Sportovní hala Vodova, Brno Affluence : 1 000 Arbitrage : Visekruna, Stanojevic |

| 19 mars 2009 20h30 | Portugal                   | 24 - 31 | France             | Póvoa de Varzim Affluence : 3 000 Arbitrage : Korres, Migas |
| 19 mars 2009 20h30 | Ricardo Martins da Costa 5 | (12-18) | Jérôme Fernandez 6 | Póvoa de Varzim Affluence : 3 000 Arbitrage : Korres, Migas |
| 19 mars 2009 20h30 | ×3 ×1                      | Rapport | ×3 ×5              | Póvoa de Varzim Affluence : 3 000 Arbitrage : Korres, Migas |

| 22 mars 2009 14h00 | France             | 34 - 22 | Lettonie           | Palais des sports, Pau Affluence : 6 000 Arbitrage : Sivak, Dvorsky |
| 22 mars 2009 14h00 | Jérôme Fernandez 8 | (21-13) | Jurdz, Pavlovics 7 | Palais des sports, Pau Affluence : 6 000 Arbitrage : Sivak, Dvorsky |
| 22 mars 2009 14h00 | ×3 ×4              | Rapport | ×3 ×4              | Palais des sports, Pau Affluence : 6 000 Arbitrage : Sivak, Dvorsky |

| 10 juin 2009 19h30 | France                                | 35 - 18 | Luxembourg   | L'Axone, Montbéliard Affluence : 5 000 Arbitrage : Di Domenico, Fornasier |
| 10 juin 2009 19h30 | Abalo, Guigou, O. Marroux, Ostertag 4 | (18-8)  | Frank Link 5 | L'Axone, Montbéliard Affluence : 5 000 Arbitrage : Di Domenico, Fornasier |
| 10 juin 2009 19h30 | ×3 ×1                                 | Rapport | ×3           | L'Axone, Montbéliard Affluence : 5 000 Arbitrage : Di Domenico, Fornasier |

| 14 juin 2009 17h30 | France             | 32 - 25 | Rép. tchèque      | Lyon Affluence : 5 000 Arbitrage : Cvetko, Kavalar |
| 14 juin 2009 17h30 | Jérôme Fernandez 7 | (16-10) | Ondřej Zdráhala 7 | Lyon Affluence : 5 000 Arbitrage : Cvetko, Kavalar |
| 14 juin 2009 17h30 | ×3 ×2              | Rapport | ×3                | Lyon Affluence : 5 000 Arbitrage : Cvetko, Kavalar |

| 17 juin 2009 19h30 | France             | 36 - 23 | Portugal        | Nice Affluence : 5 000 Arbitrage : San Jose, Murcia |
| 17 juin 2009 19h30 | Nikola Karabatic 7 | (22-10) | David Tavares 9 | Nice Affluence : 5 000 Arbitrage : San Jose, Murcia |
| 17 juin 2009 19h30 | ×3 ×1              | Rapport | ×3 ×1           | Nice Affluence : 5 000 Arbitrage : San Jose, Murcia |

| 21 juin 2009 14h10 | Lettonie        | 27 - 24 | France          | Olympic Sport Center, Riga Affluence : 500 Arbitrage : Ferenc Bonifert, Viktor Oláh |
| 21 juin 2009 14h10 | Valdis Gutmadis | (11-8)  | Olivier Marroux | Olympic Sport Center, Riga Affluence : 500 Arbitrage : Ferenc Bonifert, Viktor Oláh |
| 21 juin 2009 14h10 | ×3 ×6           | Rapport | ×3 ×6           | Olympic Sport Center, Riga Affluence : 500 Arbitrage : Ferenc Bonifert, Viktor Oláh |

### Matchs de préparation
Le programme de la préparation des Bleus était le suivant :
- 2 au 9 janvier 2010 : stage à Capbreton
- 9 au 13 janvier 2010 : stage sur Marseille et matchs contre la Serbie le 10 à Toulon à 17h et le 12 à Marseille à 20h
  - Victoire face à la  Serbie 27-24 (mi-temps : 16-10)[1]
  - Défaite face à la  Serbie 28-30 (mi-temps : 12-17)[2]
- 13 au 15 janvier 2010 : stage à Paris
- 16 et 17 janvier 2010 : Tournoi de Paris Île-de-France avec Islande, Espagne et Brésil
  - Victoire face au  Brésil 37-20 (mi-temps : 18-12)[3]
  - Victoire face à l' Islande 35-25 (mi-temps : 17-13)[4]
- 18 janvier 2010 : départ sur l'Autriche pour l’Euro

### Effectif
Lors de la préparation de la saison 2009-2010 avec son club de Hambourg, Bertrand Gille se rompt le tendon d'Achille. Il parvient à revenir à temps pour participer à la compétition mais il est contraint de renoncer aux dernières rencontres de la compétition, toujours gêné par les suites de son opération, et est alors remplacé dans le groupe des joueurs français par Xavier Barachet.

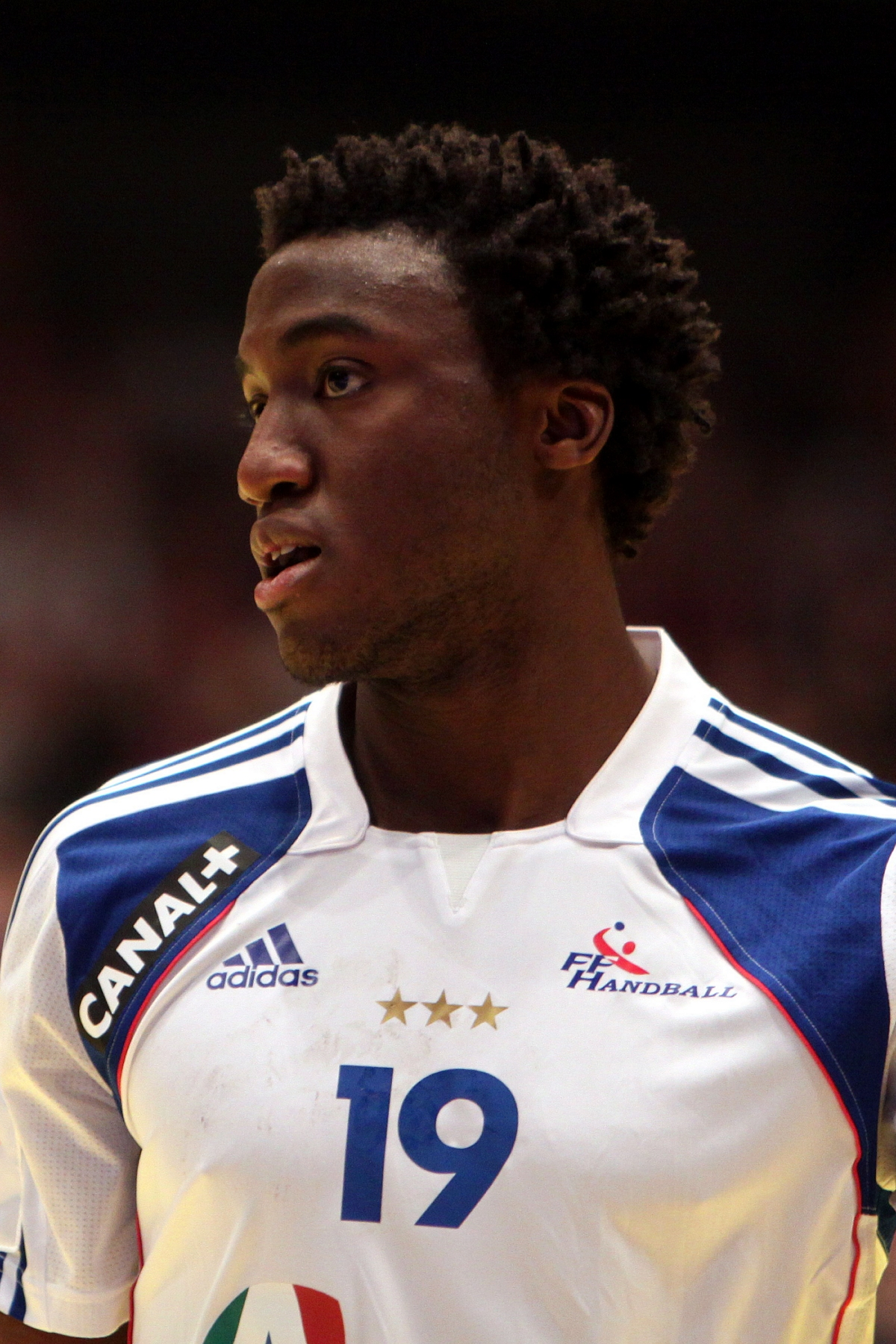
Luc Abalo
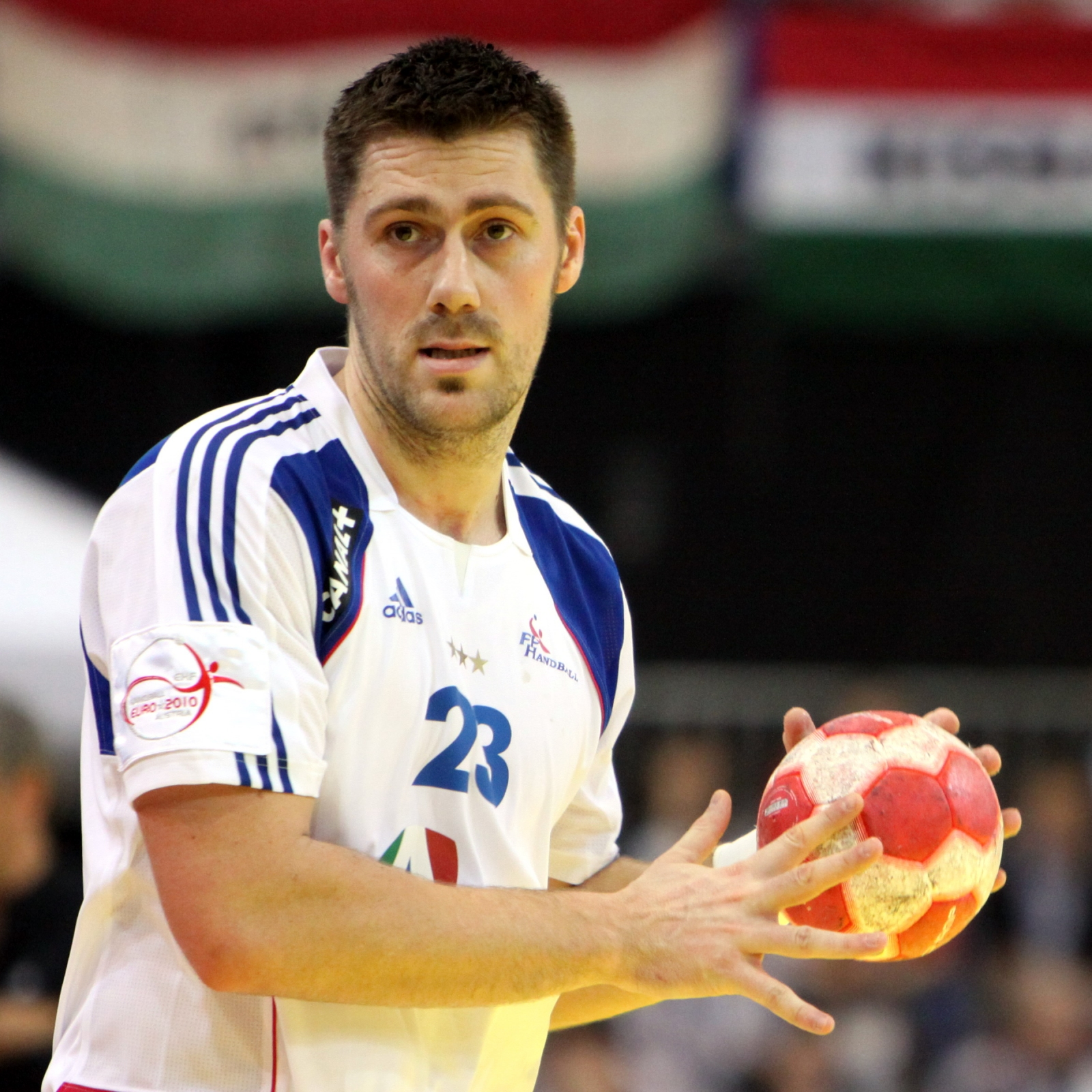
Sébastien Bosquet
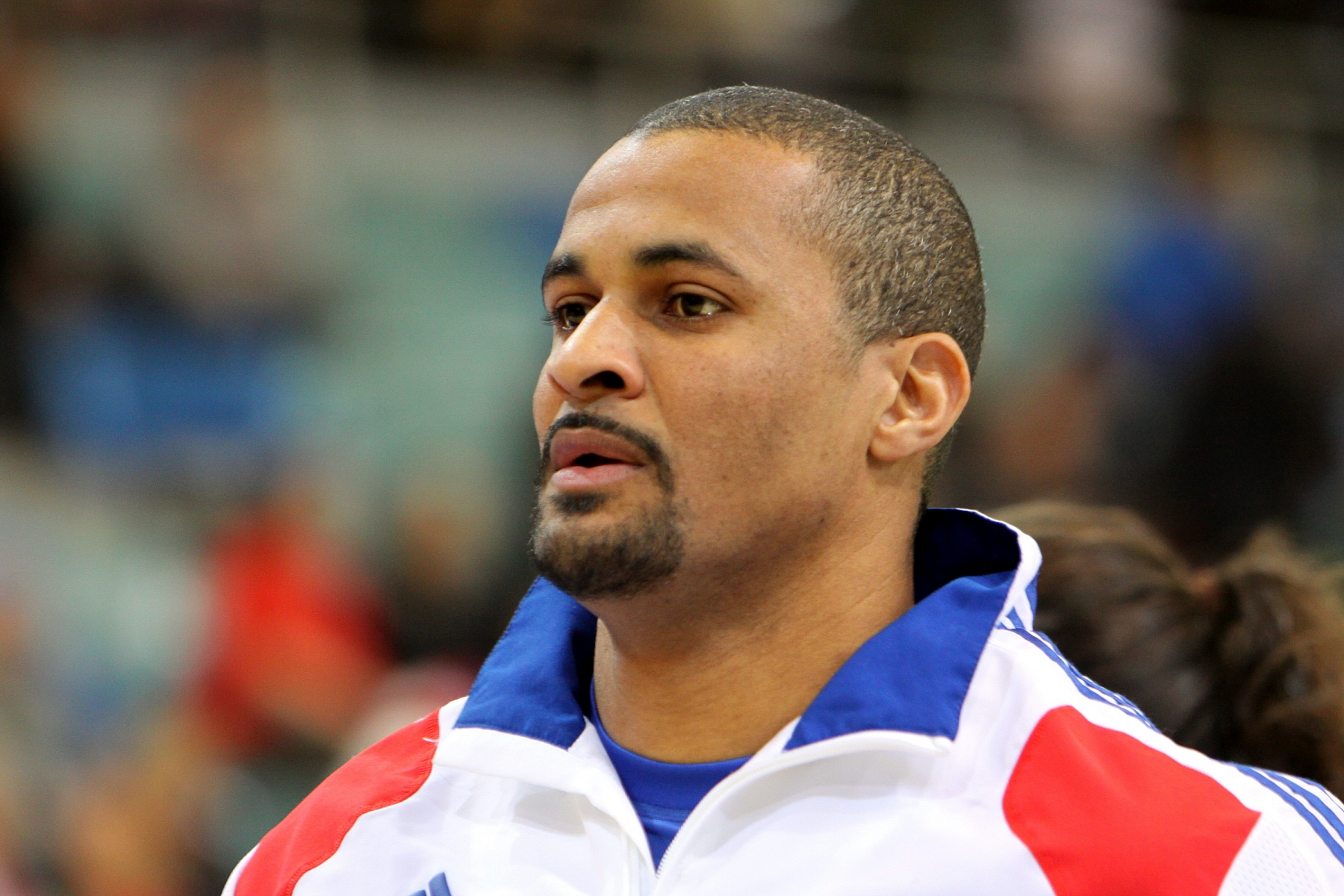
Didier Dinart
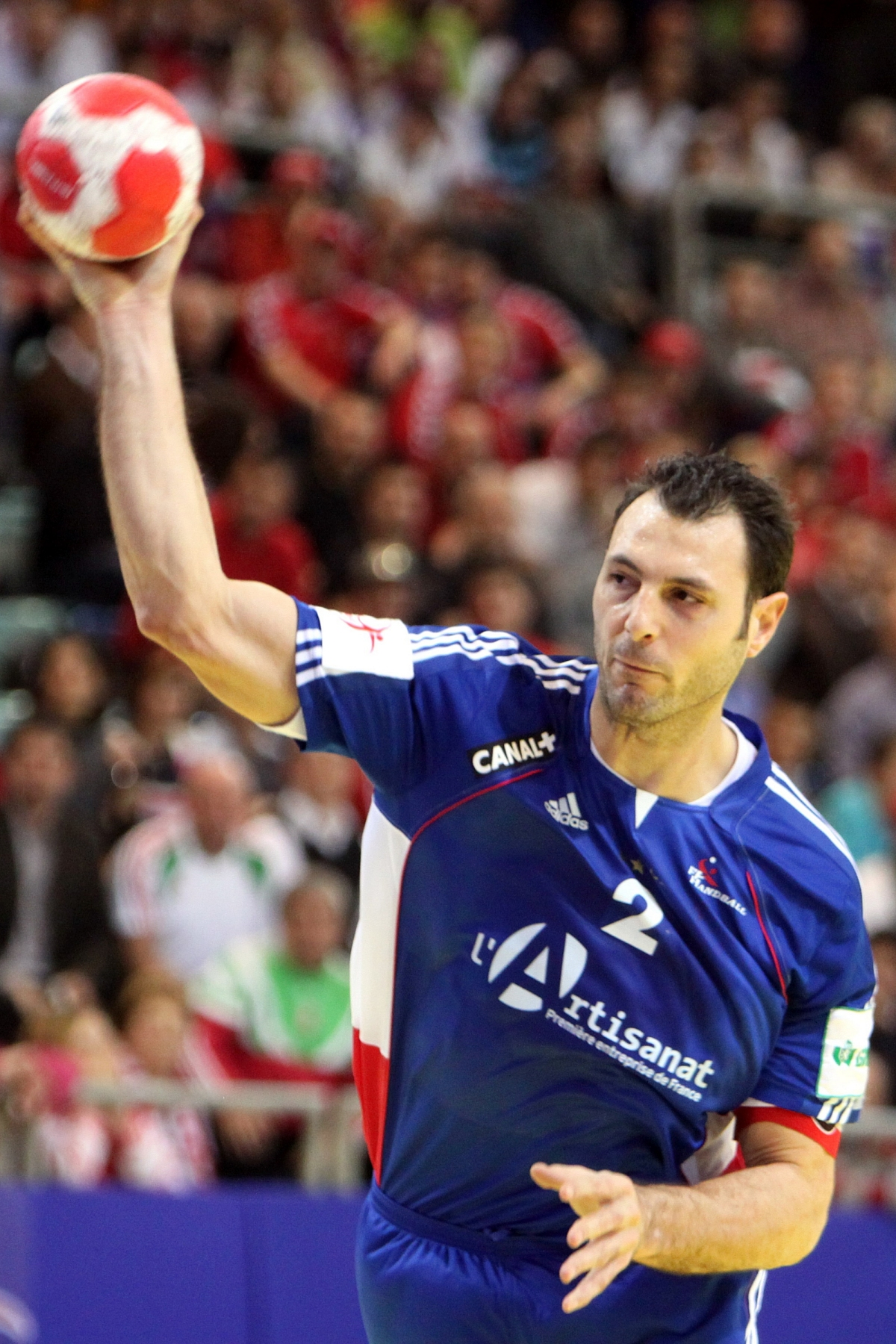
Jérôme Fernandez
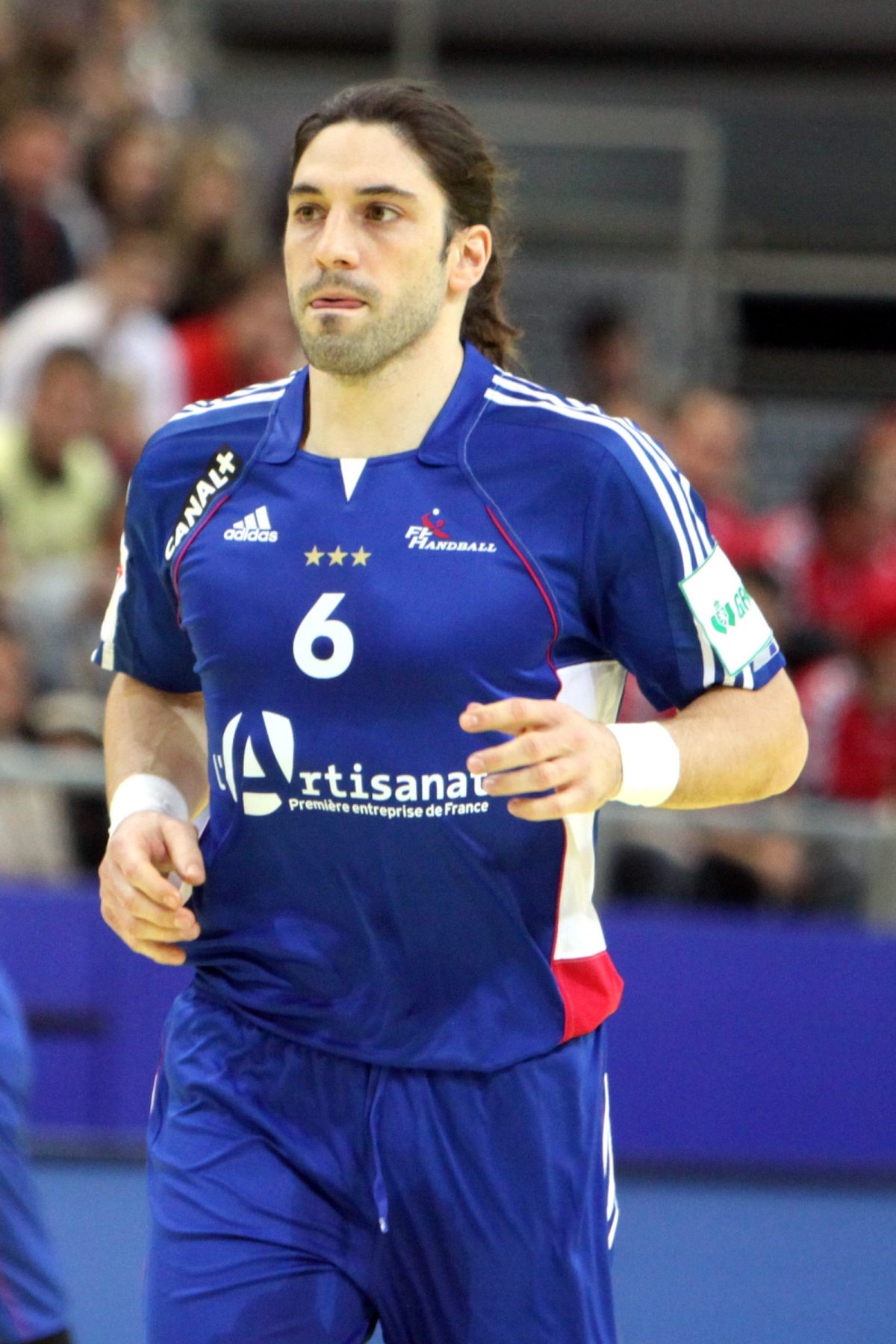
Bertrand Gille
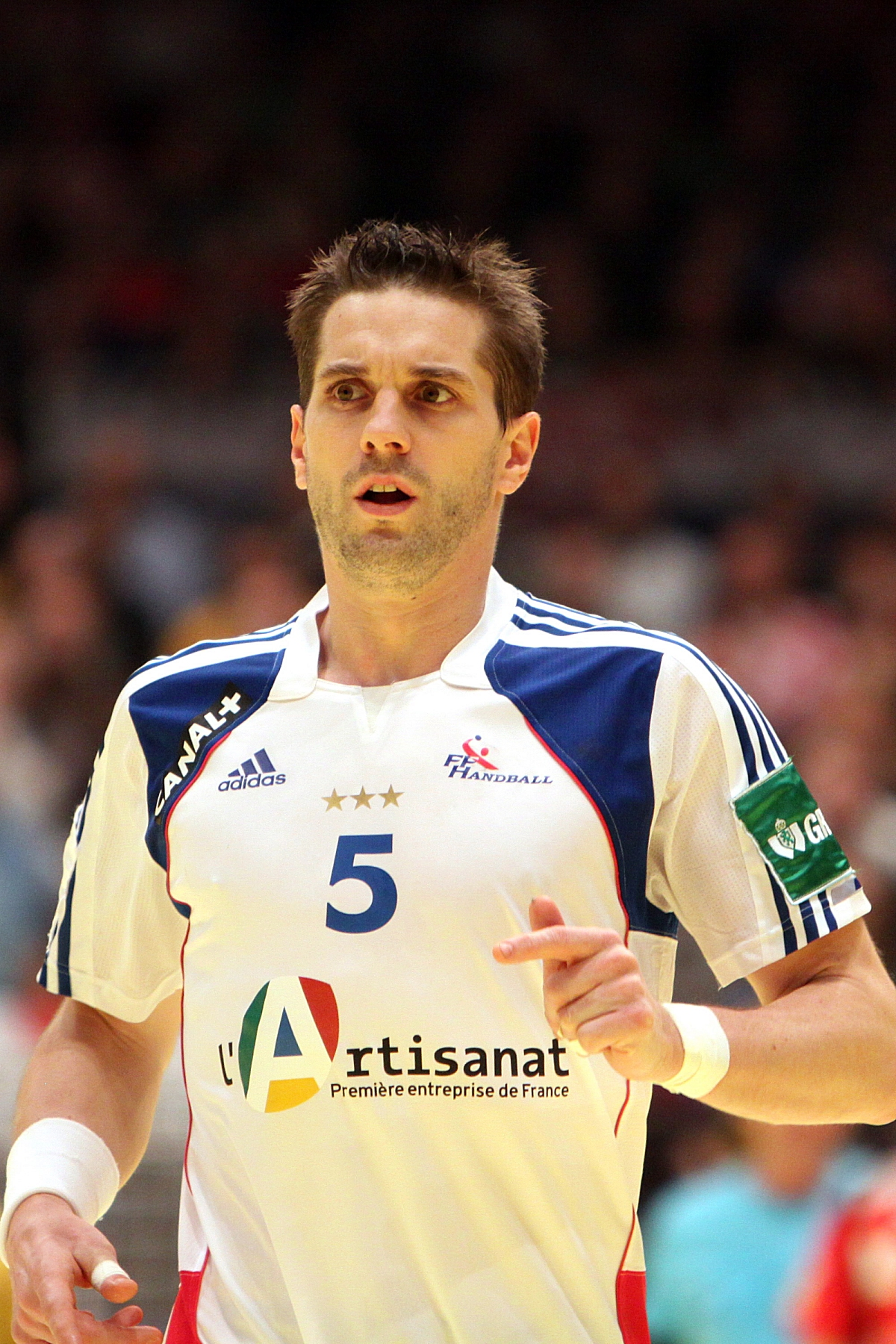
Guillaume Gille
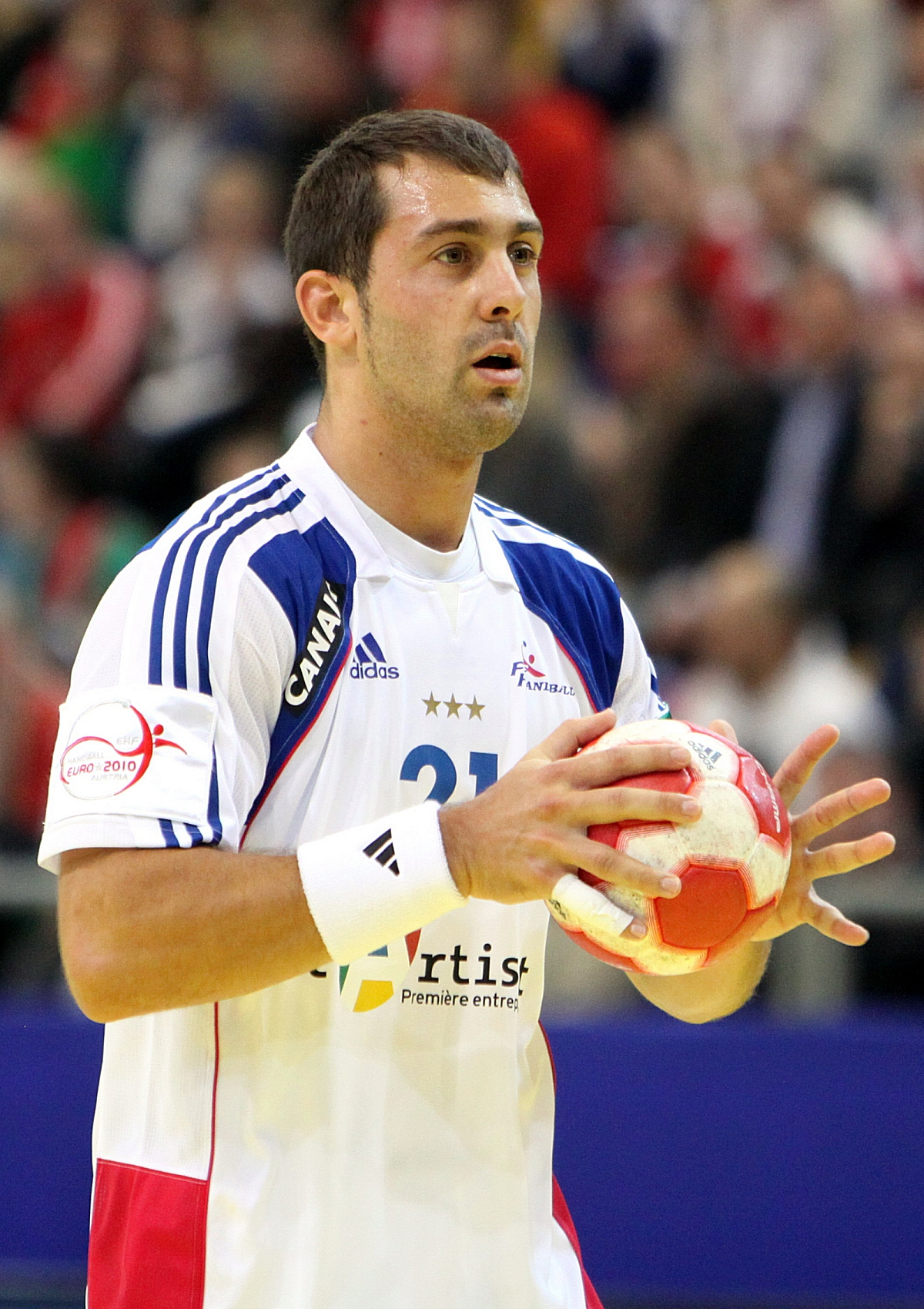
Michaël Guigou
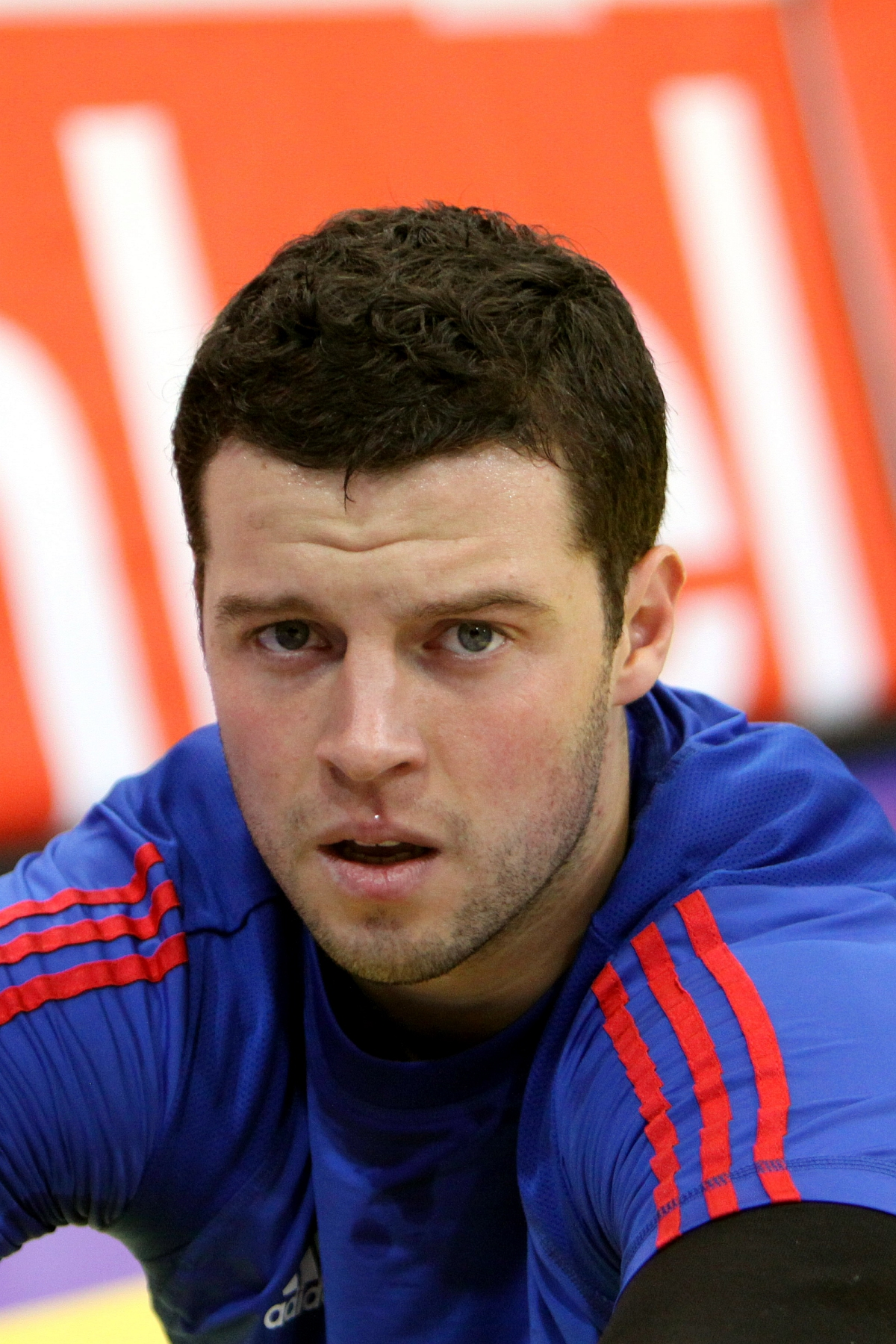
Guillaume Joli
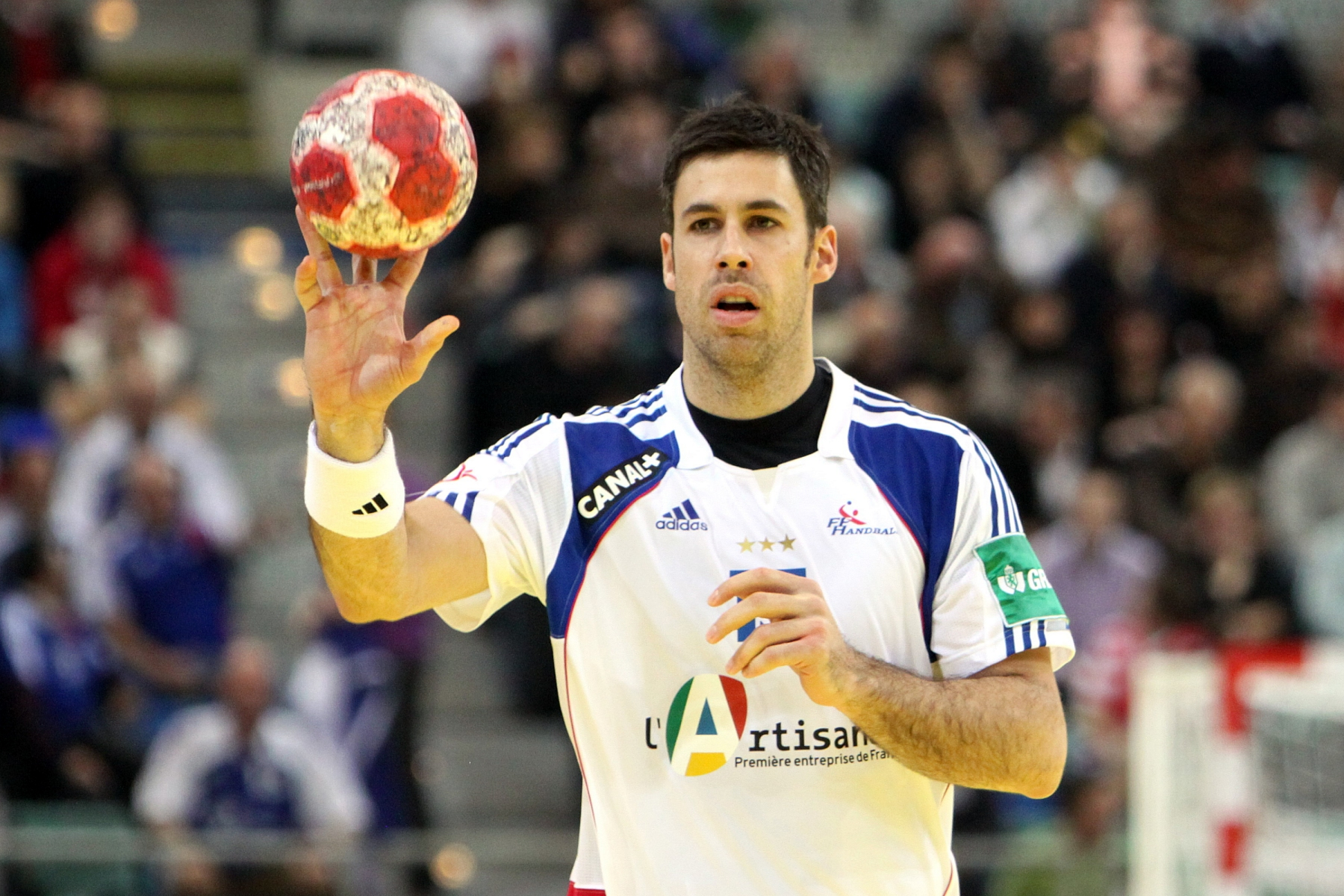
Franck Junillon
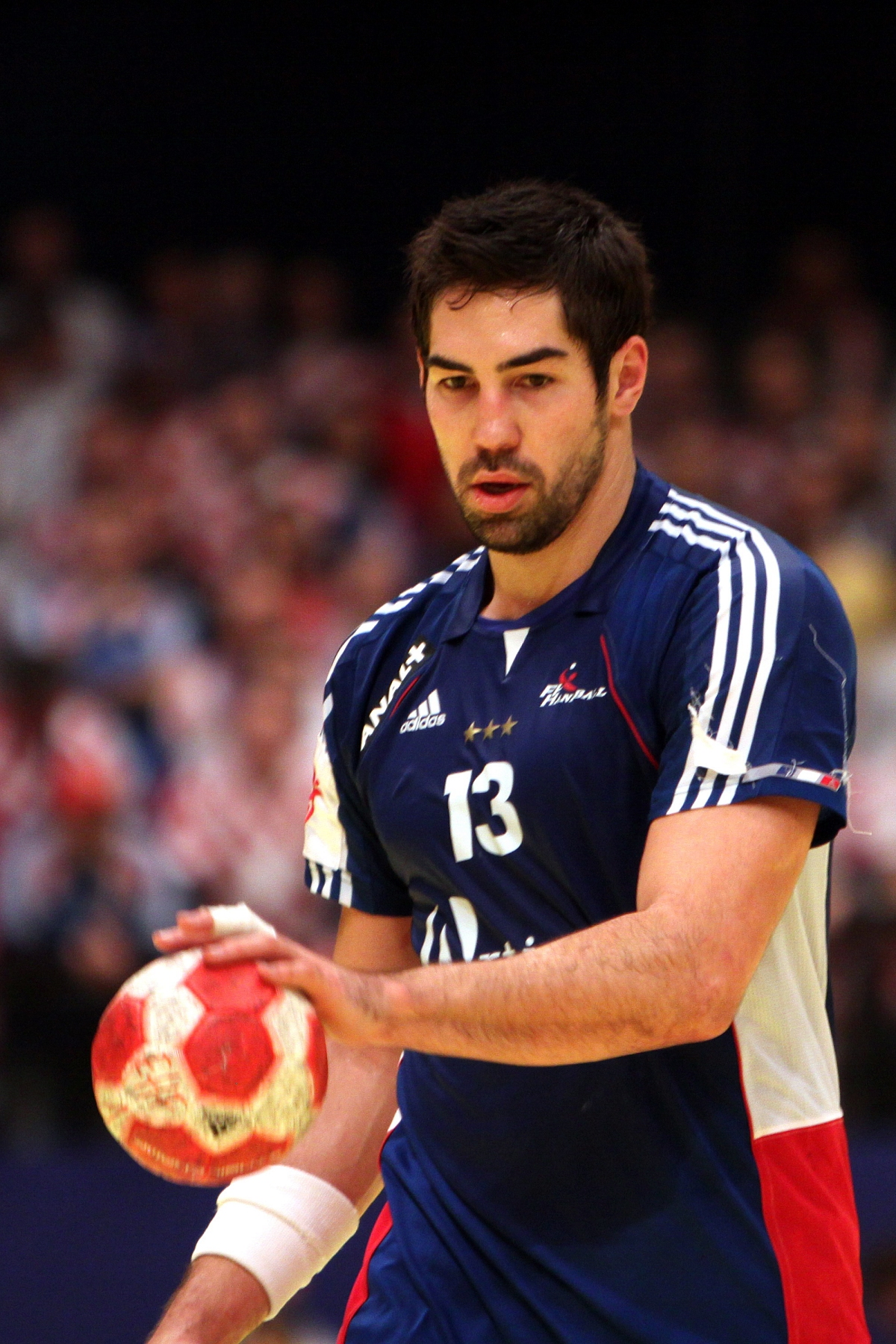
Nikola Karabatic
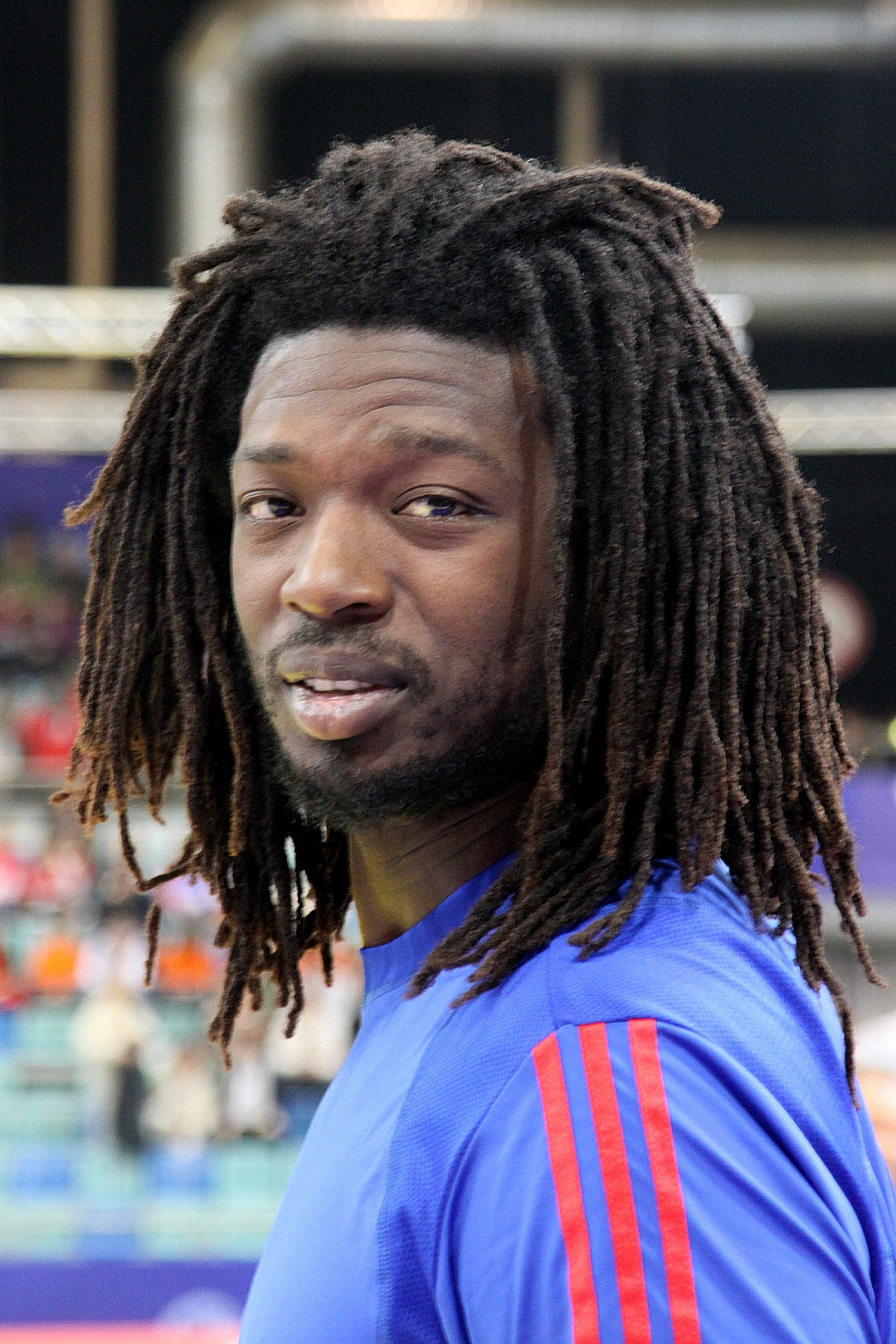
Daouda Karaboué
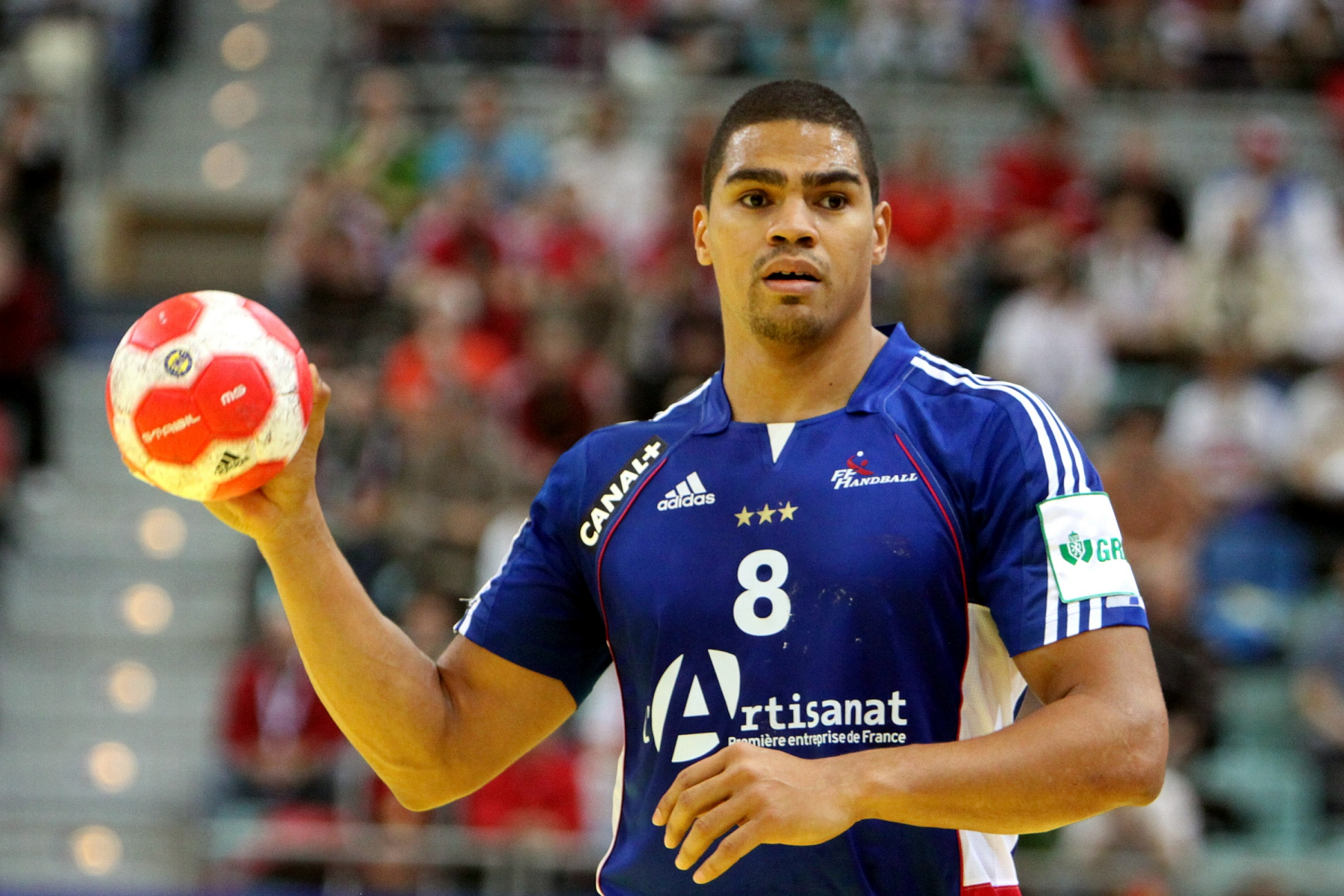
Daniel Narcisse
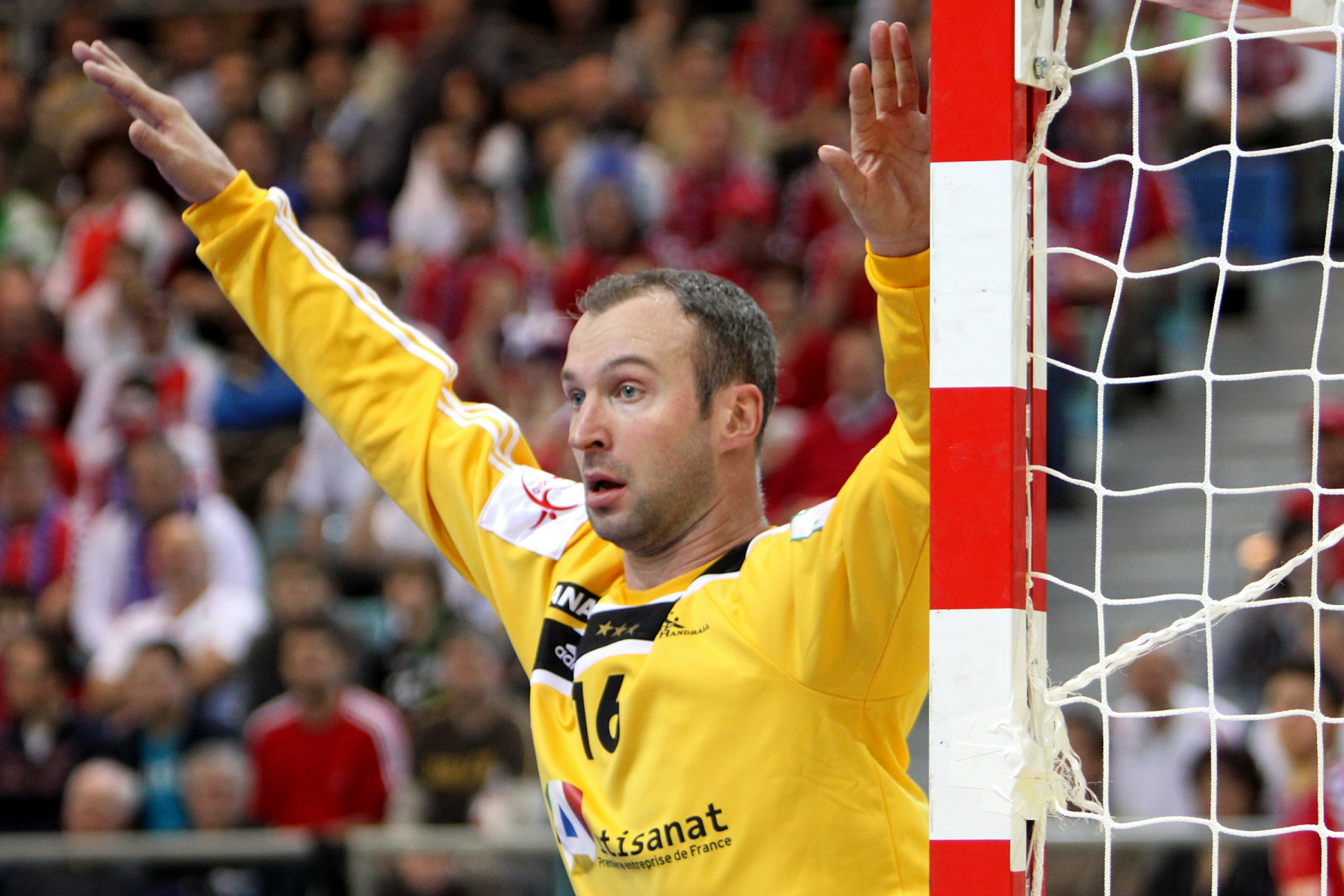
Thierry Omeyer
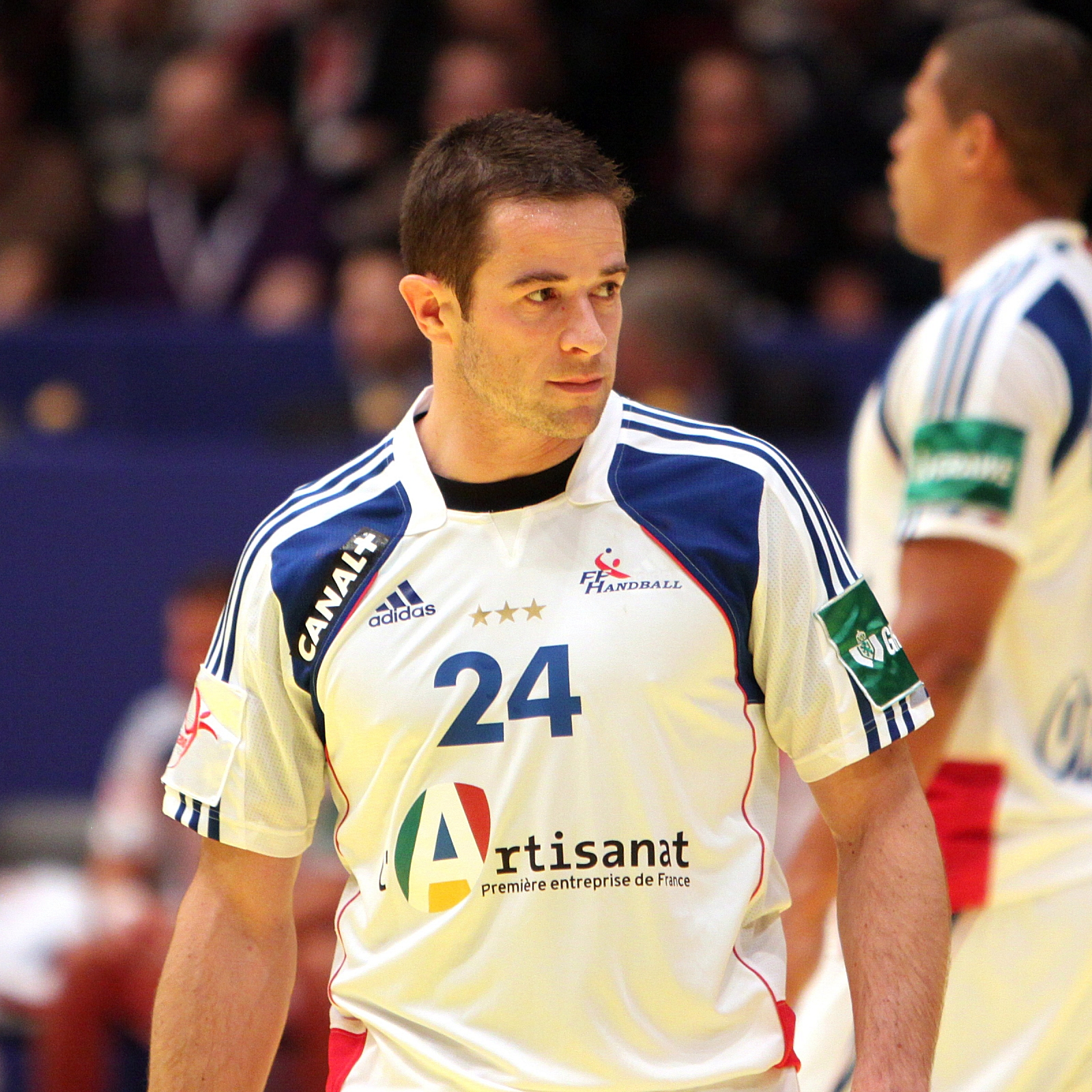
Sébastien Ostertag
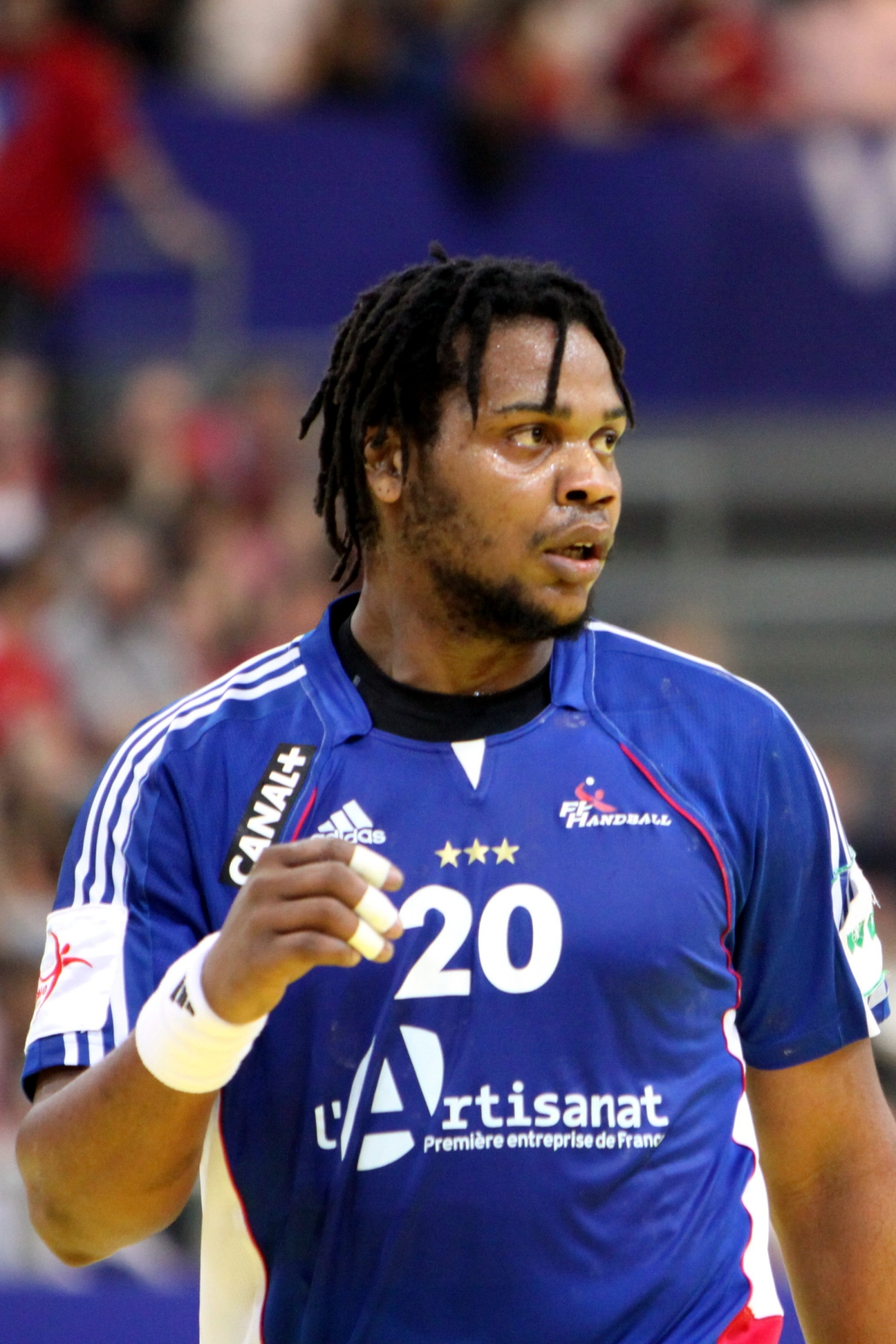
Cédric Sorhaindo
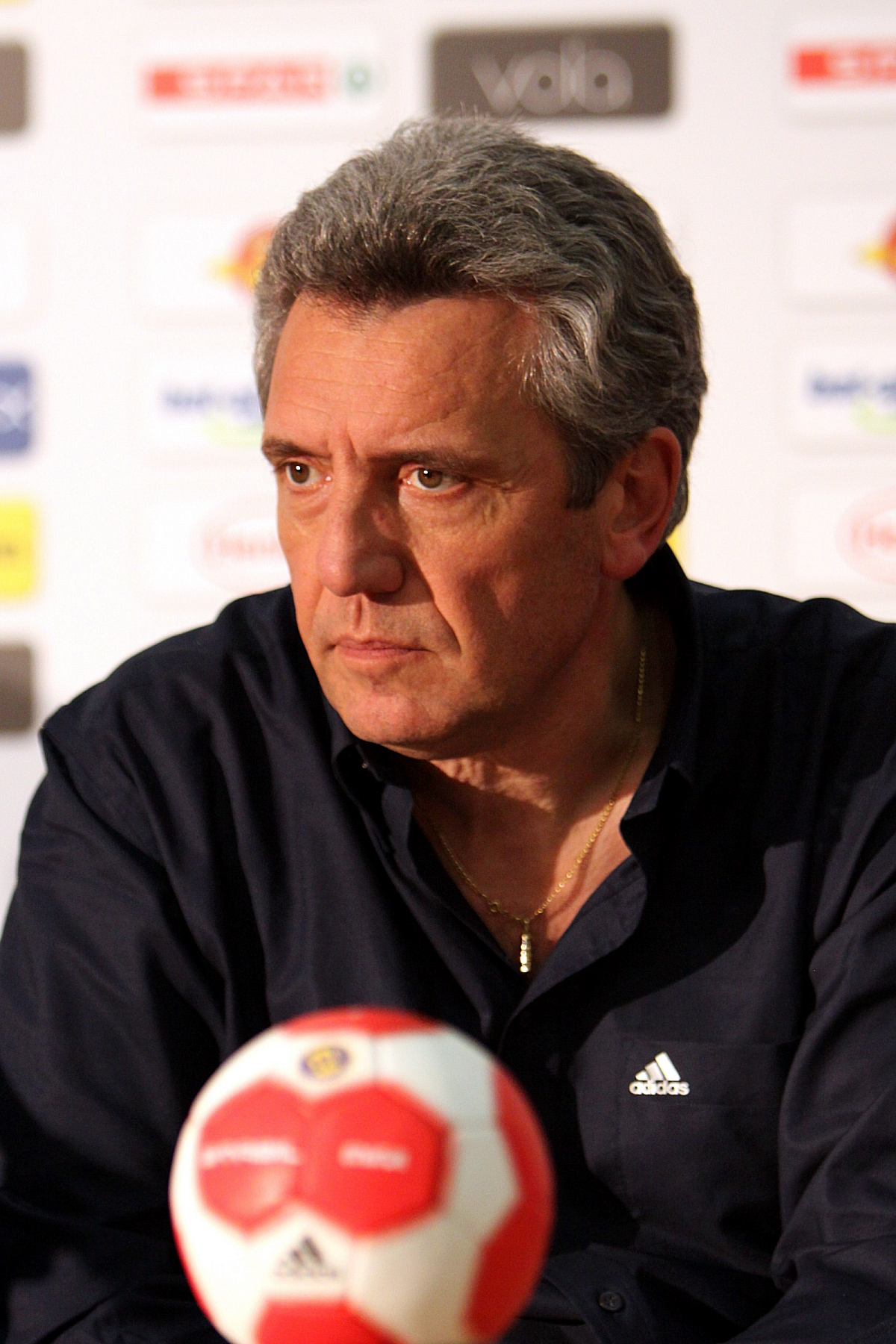
Claude Onesta

## Résultats

### Tour préliminaire
Tenue en échec par la Hongrie lors de son premier match 29 à 29, les Français parviennent non sans mal à battre la République tchèque d'un but 21 à 20 avec seulement 5 buts marqués par la France en seconde mi-temps. Lors du troisième match, elle concède un nouveau match nul face à l'Espagne (24-24). La Hongrie étant finalement éliminée, la France bascule au tour principal avec un bilan d'une victoire et d'un match nul.
|   | Équipe       | Pts | J | G | N | P | Bp | Bc | Diff |
| - | ------------ | --- | - | - | - | - | -- | -- | ---- |
| 1 | Espagne      | 5   | 3 | 2 | 1 | 0 | 95 | 74 | 21   |
| 2 | France       | 4   | 3 | 1 | 2 | 0 | 74 | 73 | 1    |
| 3 | Rép. tchèque | 2   | 3 | 1 | 0 | 2 | 78 | 84 | -6   |
| 4 | Hongrie      | 1   | 3 | 0 | 1 | 2 | 80 | 96 | -16  |

| 19 janvier 2010 20H15 | France             | 29 – 29   | Hongrie        | Arena Nova, Wiener Neustadt Affluence : 3 500 Arbitrage : Nikolic, Stojkovic |
| 19 janvier 2010 20H15 | Nikola Karabatic 7 | (16 – 16) | Ferenc Ilyés 7 | Arena Nova, Wiener Neustadt Affluence : 3 500 Arbitrage : Nikolic, Stojkovic |
| 19 janvier 2010 20H15 | ×3                 | Rapport   | ×3 ×8 ×1       | Arena Nova, Wiener Neustadt Affluence : 3 500 Arbitrage : Nikolic, Stojkovic |

| 20 janvier 2010 18h15 | Rép. tchèque  | 20 – 21   | France            | Arena Nova, Wiener Neustadt Affluence : 3 800 Arbitrage : Abrahamsen, Kristiansen |
| 20 janvier 2010 18h15 | Filip Jicha 6 | (10 – 16) | Abalo, Narcisse 4 | Arena Nova, Wiener Neustadt Affluence : 3 800 Arbitrage : Abrahamsen, Kristiansen |
| 20 janvier 2010 18h15 | ×3            | Rapport   | ×3 ×1             | Arena Nova, Wiener Neustadt Affluence : 3 800 Arbitrage : Abrahamsen, Kristiansen |

| 22 janvier 2010 18h15 | France             | 24 − 24   | Espagne               | Arena Nova, Wiener Neustadt Affluence : 3 800 Arbitrage : Gousko, Repkin |
| 22 janvier 2010 18h15 | Nikola Karabatic 5 | (10 – 10) | Aguinagalde, Juanin 6 | Arena Nova, Wiener Neustadt Affluence : 3 800 Arbitrage : Gousko, Repkin |
| 22 janvier 2010 18h15 | ×4                 | Rapport   | ×3                    | Arena Nova, Wiener Neustadt Affluence : 3 800 Arbitrage : Gousko, Repkin |

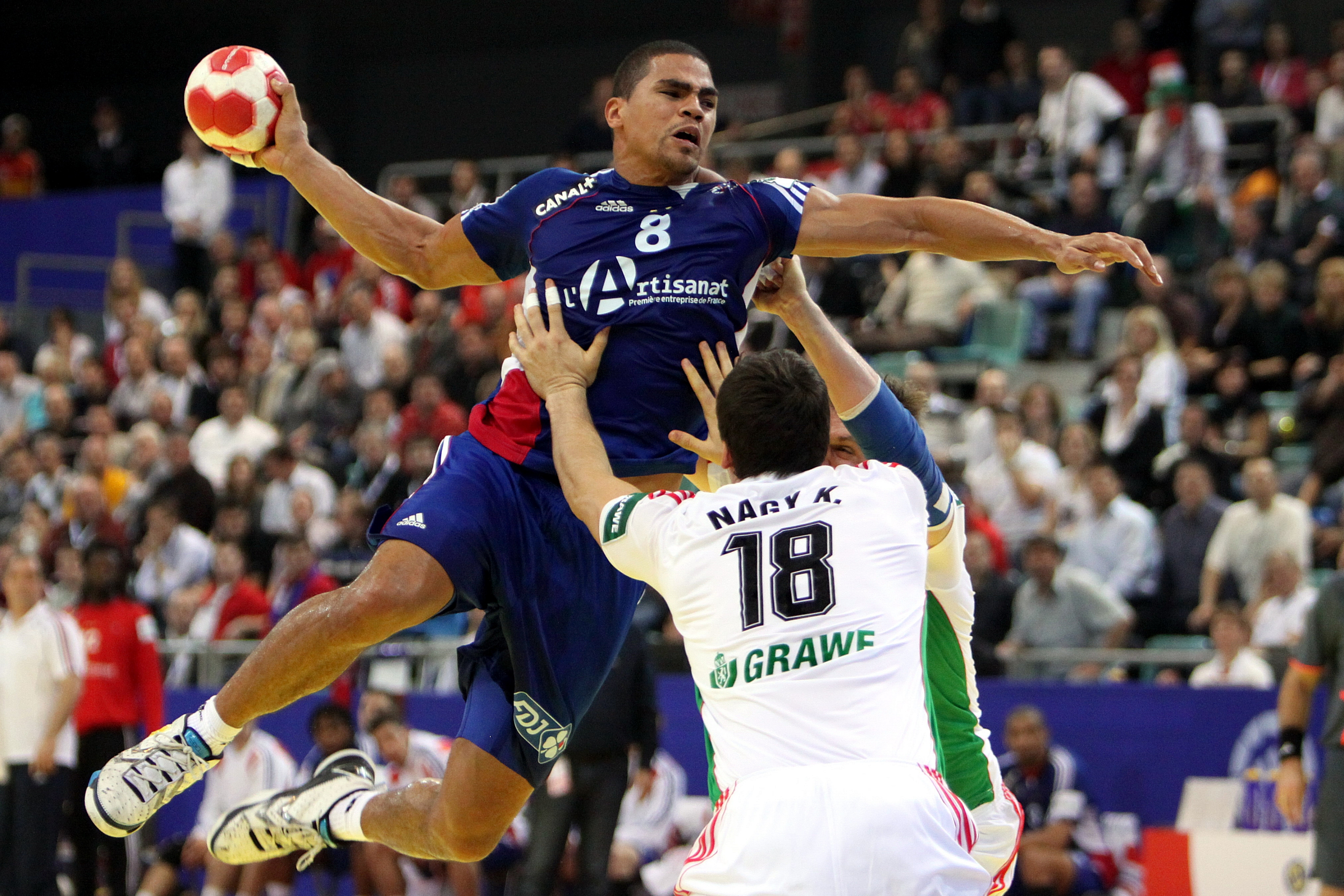
Kornél Nagy et Balázs Laluska ne peuvent empêcher Daniel Narcisse d'aller au tir.
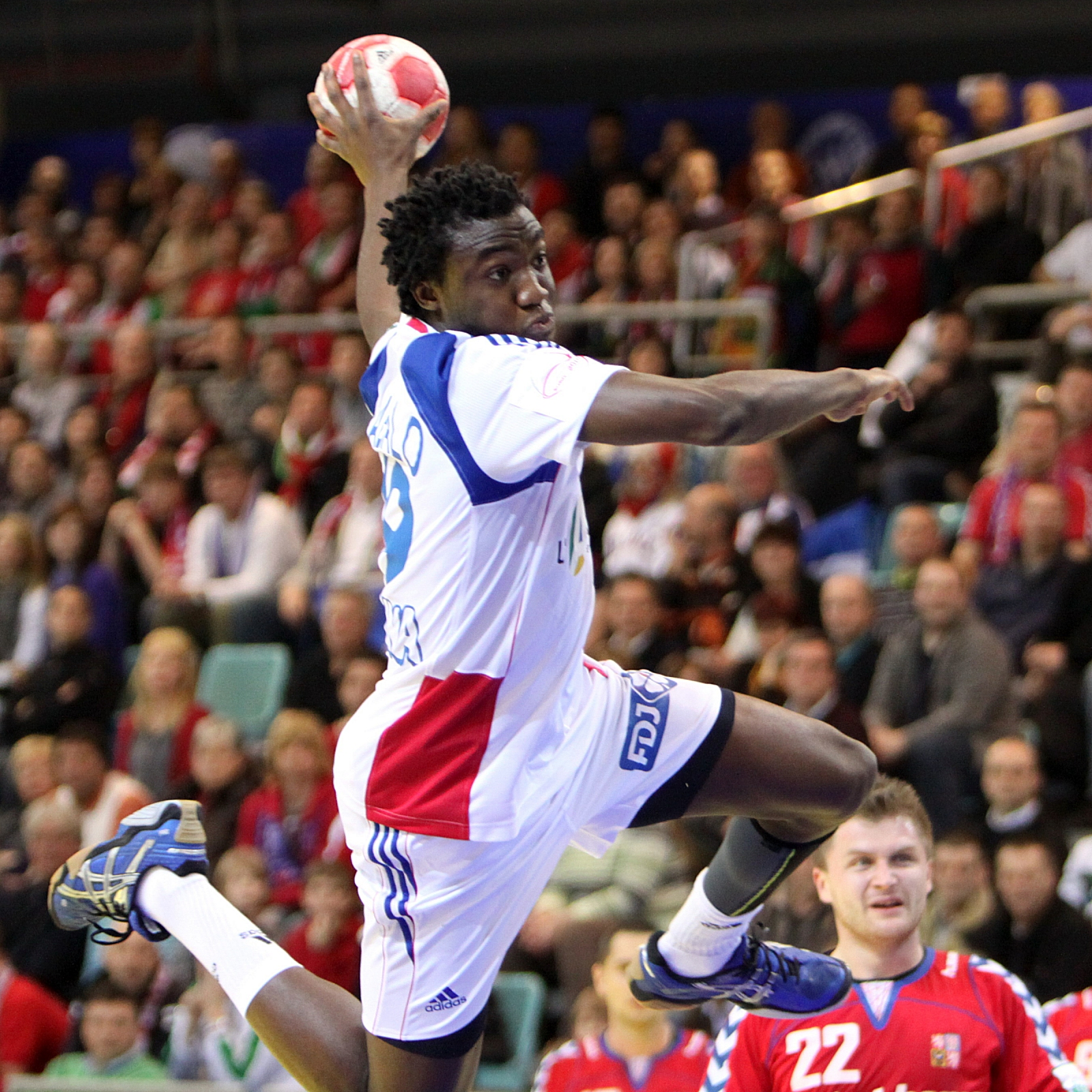
Luc Abalo vole sous les yeux de la défense tchèque.
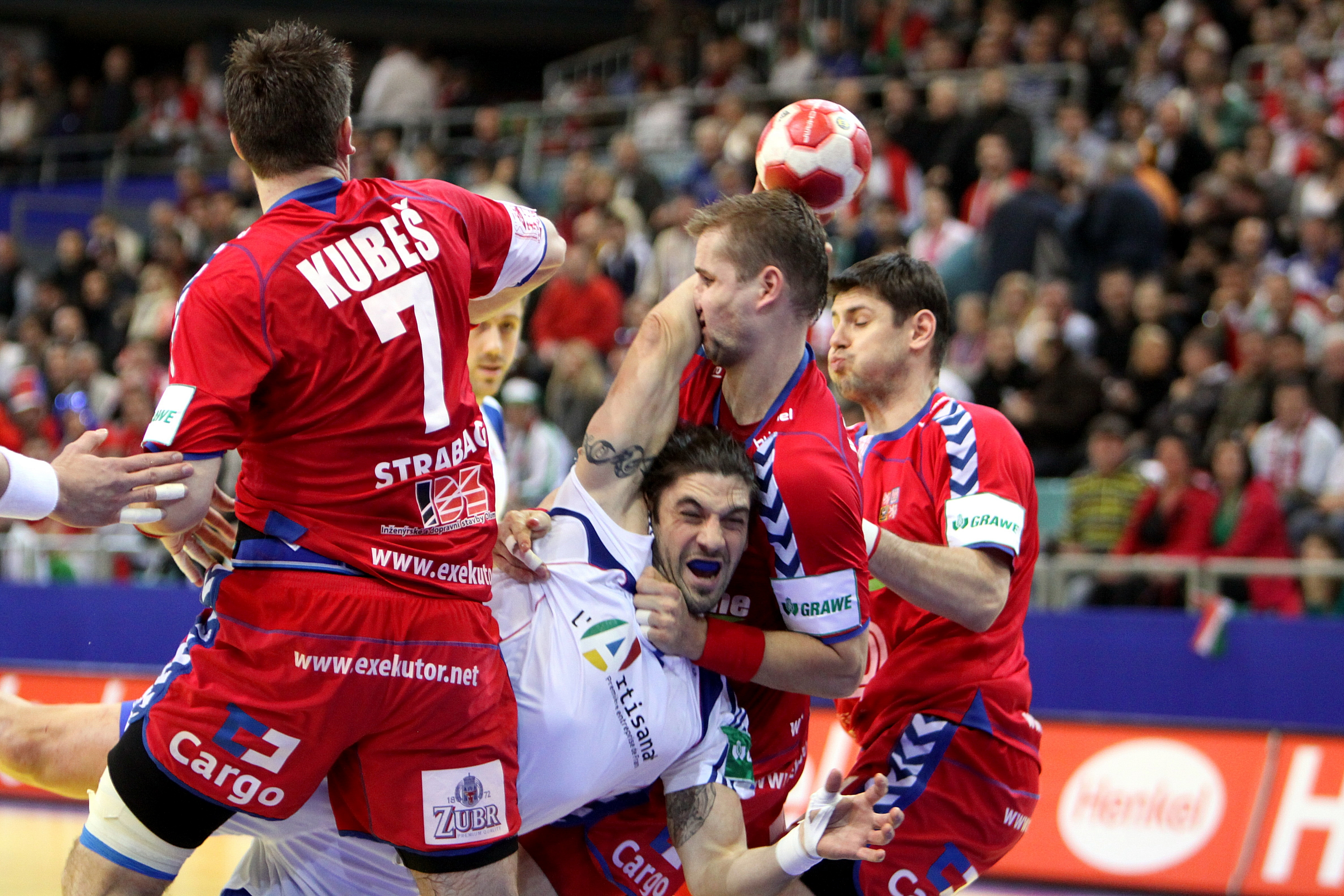
Bertrand Gille tente de tirer malgré la défense de 3 joueurs tchèques.
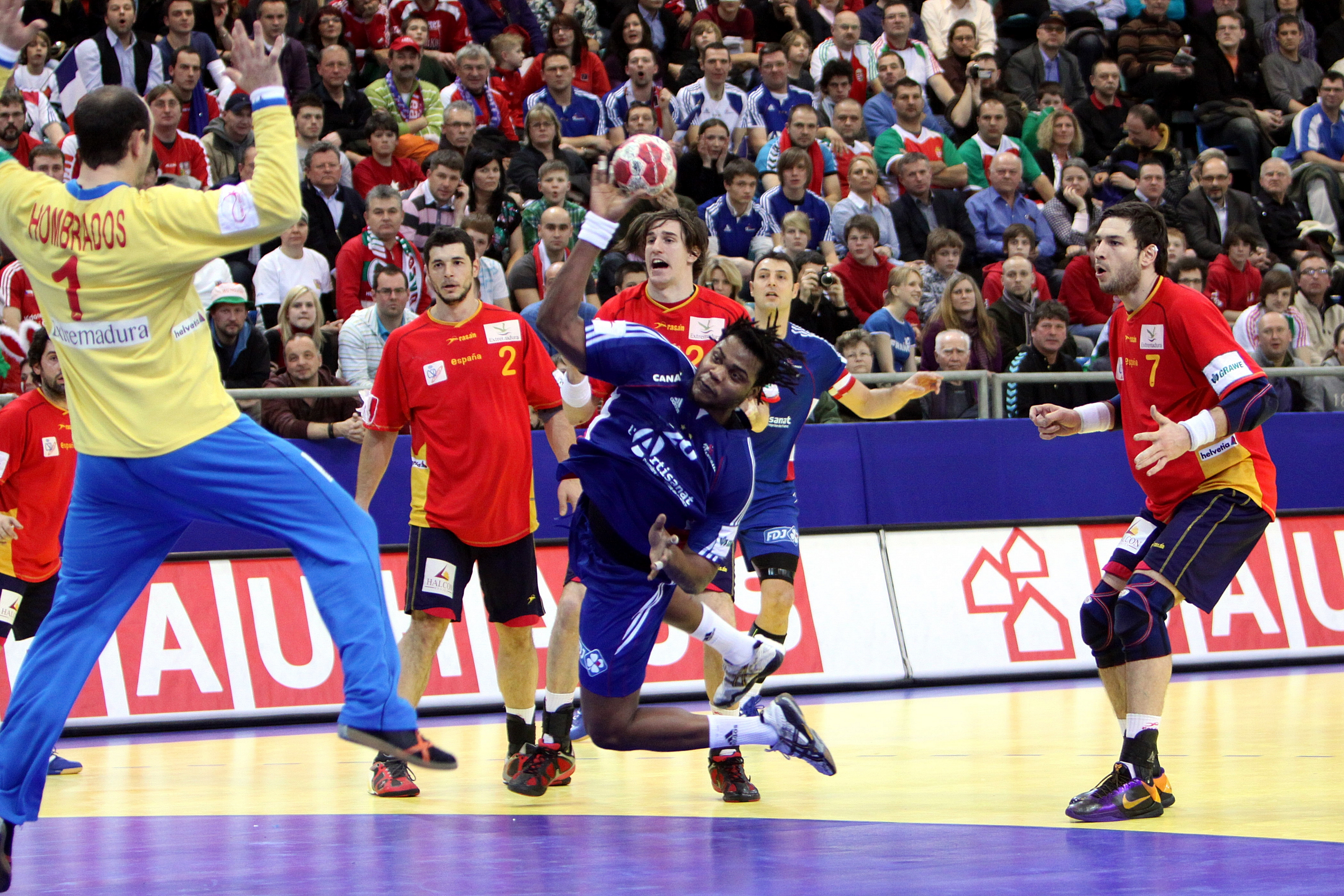
Cédric Sorhaindo face au gardien espagnol José Javier Hombrados.

### Tour principal
|   | Équipe       | Pts | J | G | N | P | Bp  | Bc  | Diff | Dép |
| - | ------------ | --- | - | - | - | - | --- | --- | ---- | --- |
| 1 | France       | 9   | 5 | 4 | 1 | 0 | 135 | 118 | 17   | -   |
| 2 | Pologne      | 7   | 5 | 3 | 1 | 1 | 148 | 144 | 4    | +6  |
| 3 | Espagne      | 7   | 5 | 3 | 1 | 1 | 152 | 133 | 19   | -6  |
| 4 | Rép. tchèque | 3   | 5 | 1 | 1 | 3 | 142 | 154 | -12  | -   |
| 5 | Allemagne    | 2   | 5 | 0 | 2 | 3 | 127 | 136 | -9   | -   |
| 6 | Slovénie     | 2   | 5 | 0 | 2 | 3 | 159 | 178 | -19  | -   |

| 24 janvier 2010 16h30 | Allemagne        | 22 – 24   | France           | Affluence : 8 200 Arbitrage : Din, Dinu |
| 24 janvier 2010 16h30 | Torsten Jansen 5 | (10 – 12) | Guillaume Joli 7 | Affluence : 8 200 Arbitrage : Din, Dinu |
| 24 janvier 2010 16h30 | ×3 ×4            | Rapport   | ×4 ×1            | Affluence : 8 200 Arbitrage : Din, Dinu |

| 26 janvier 2010 16h15 | Slovénie               | 28 – 37   | France            | Affluence : 4 500 Arbitrage : Olesen, Pedersen |
| 26 janvier 2010 16h15 | Kavtičnik, L. Žvižej 6 | (18 – 17) | Michaël Guigou 10 | Affluence : 4 500 Arbitrage : Olesen, Pedersen |
| 26 janvier 2010 16h15 | ×3 ×4                  | Rapport   | ×3                | Affluence : 4 500 Arbitrage : Olesen, Pedersen |

| 28 janvier 2010 20h30 | Pologne          | 24 – 29   | France                | Affluence : 7 000 Arbitrage : Nikolic, Stojkovic |
| 28 janvier 2010 20h30 | Karol Bielecki 5 | (10 – 15) | Narcisse, Sorhaindo 6 | Affluence : 7 000 Arbitrage : Nikolic, Stojkovic |
| 28 janvier 2010 20h30 | ×4               | Rapport   | ×3 ×1                 | Affluence : 7 000 Arbitrage : Nikolic, Stojkovic |

## Phase finale
Tous les matchs ont lieu dans la Wiener Stadthalle de Vienne :
|  | Demi-finales              | Demi-finales              |                        |    | Finale                    | Finale                    |
|  | Demi-finales              | Demi-finales              |                        |    | Finale                    | Finale                    |
|  |                           |                           |                        |    |                           |                           |
|  | 30 janvier 14h00 à Vienne | 30 janvier 14h00 à Vienne |                        |    | 31 janvier 17h30 à Vienne | 31 janvier 17h30 à Vienne |
|  | 30 janvier 14h00 à Vienne | 30 janvier 14h00 à Vienne |                        |    | 31 janvier 17h30 à Vienne | 31 janvier 17h30 à Vienne |
|  | France                    | 36                        |                        |    | 31 janvier 17h30 à Vienne | 31 janvier 17h30 à Vienne |
|  | France                    | 36                        |                        |    | 31 janvier 17h30 à Vienne | 31 janvier 17h30 à Vienne |
|  | Islande                   | 28                        |                        |    | 31 janvier 17h30 à Vienne | 31 janvier 17h30 à Vienne |
|  | Islande                   | 28                        | France                 | 25 |                           |                           |
|  | 30 janvier 16h30 à Vienne |                           | France                 | 25 |                           |                           |
|  |                           | Croatie                   | 21                     |    |                           |                           |
|  | Croatie                   | Croatie                   | 21                     | 24 |                           |                           |
|  | Croatie                   |                           |                        | 24 |                           |                           |
|  | Pologne                   | 21                        |                        |    |                           |                           |
|  | Pologne                   | 21                        | Match pour la 3e place |    |                           |                           |
|  |                           |                           |                        |    |                           |                           |
|  | 31 janvier 15h00 à Vienne |                           |                        |    |                           |                           |
|  |                           |                           |                        |    |                           |                           |
|  | Islande                   | 29                        |                        |    |                           |                           |
|  | Islande                   | 29                        |                        |    |                           |                           |
|  | Pologne                   | 26                        |                        |    |                           |                           |
|  | Pologne                   | 26                        |                        |    |                           |                           |

### Demi-finale
| 30 janvier 2010 14h00 | Islande           | 28 – 36   | France             | Wiener Stadthalle, Vienne Affluence : 9 000 Arbitrage : Olesen, Pedersen |
| 30 janvier 2010 14h00 | Aron Pálmarsson 6 | (14 – 16) | Nikola Karabatic 9 | Wiener Stadthalle, Vienne Affluence : 9 000 Arbitrage : Olesen, Pedersen |
| 30 janvier 2010 14h00 | ×3 ×4             | Rapport   | ×3 ×4              | Wiener Stadthalle, Vienne Affluence : 9 000 Arbitrage : Olesen, Pedersen |

Actions du match
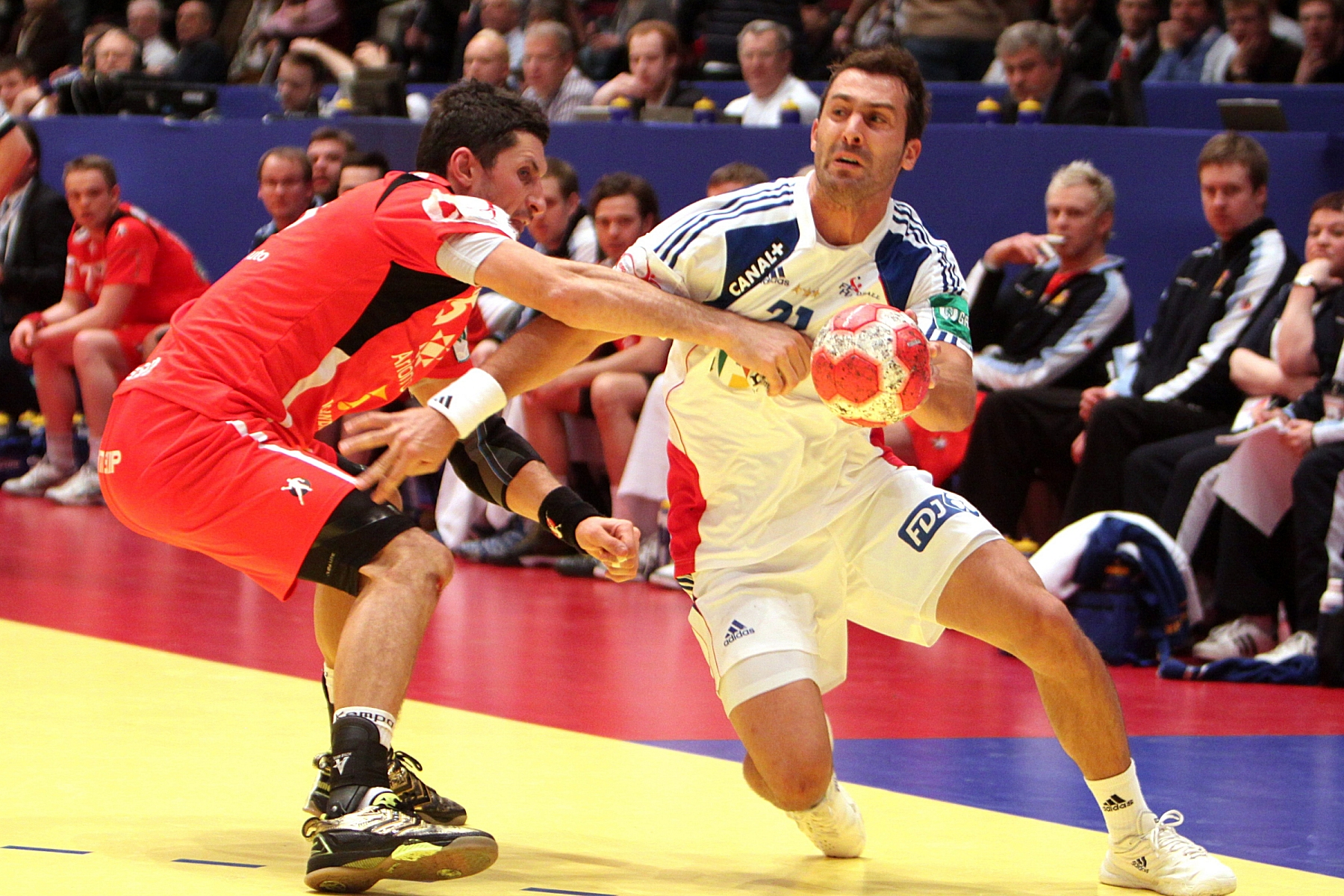
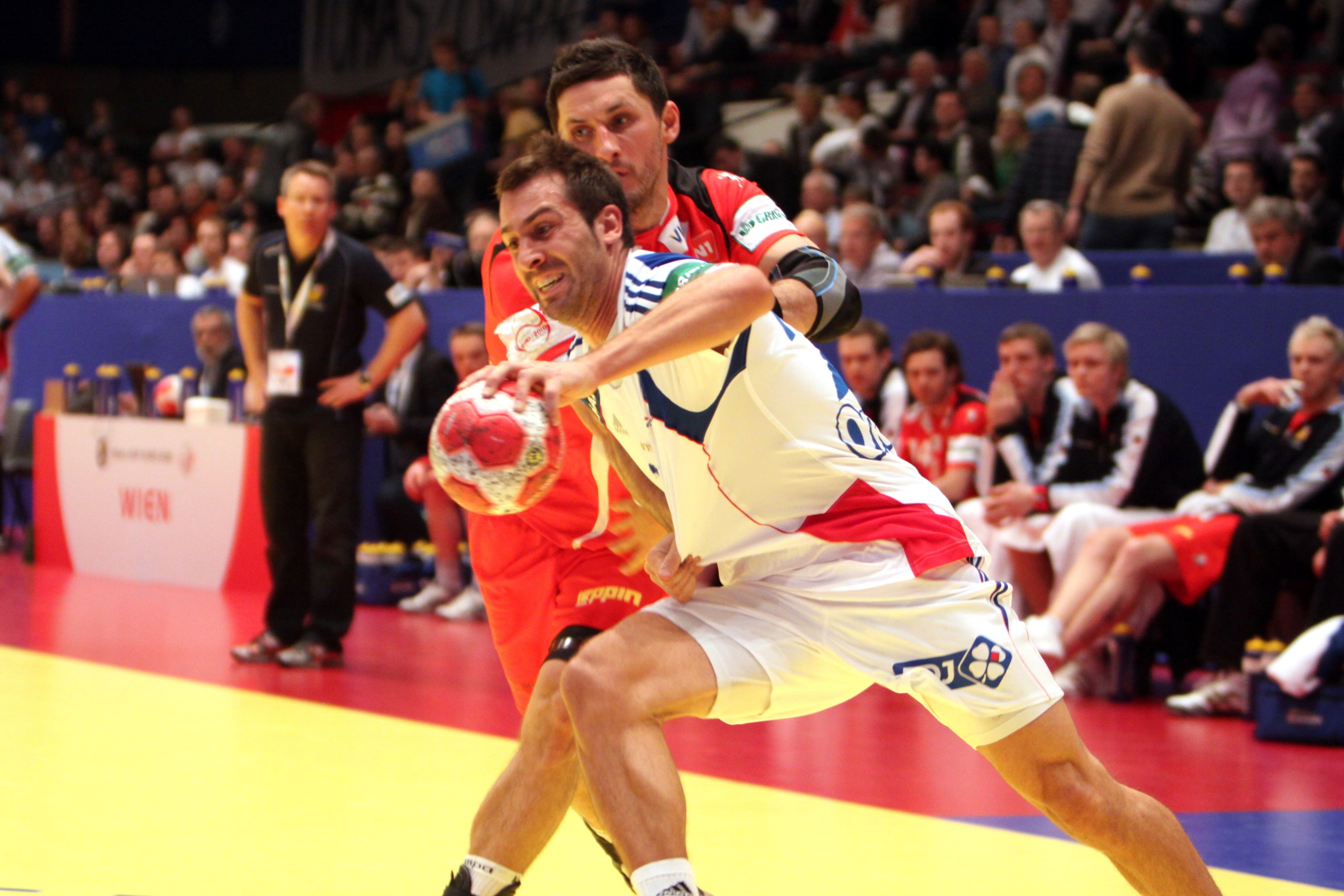
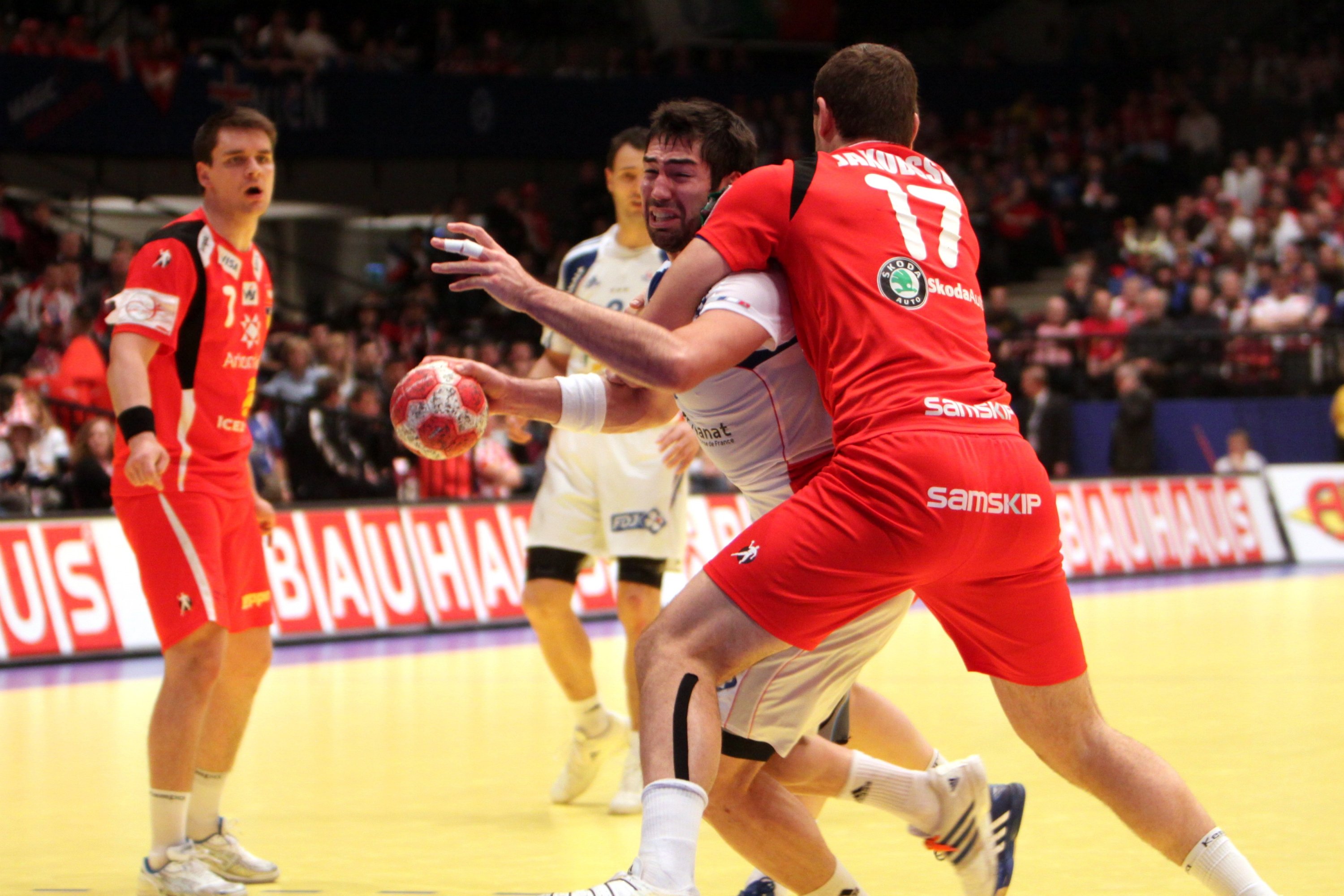
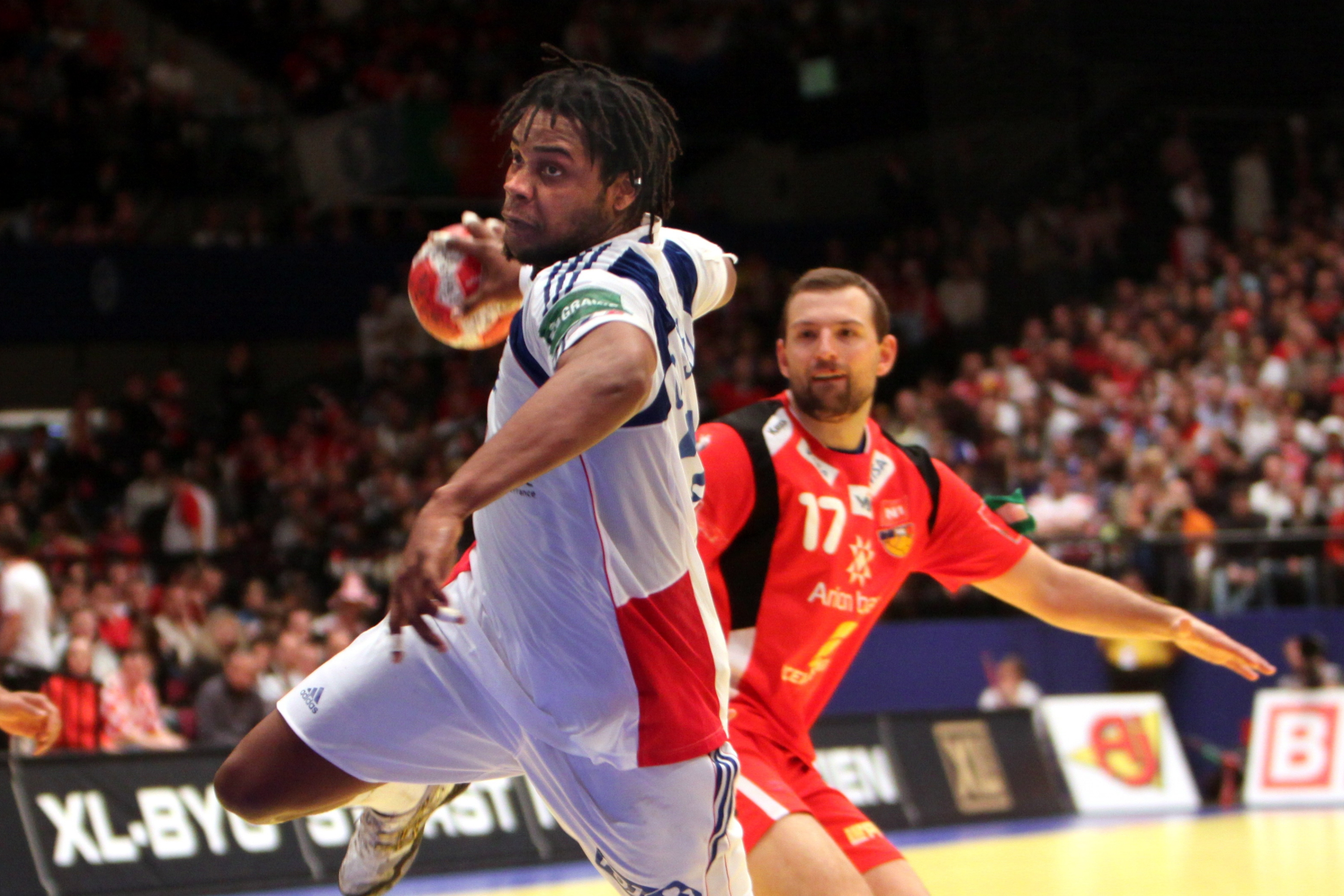
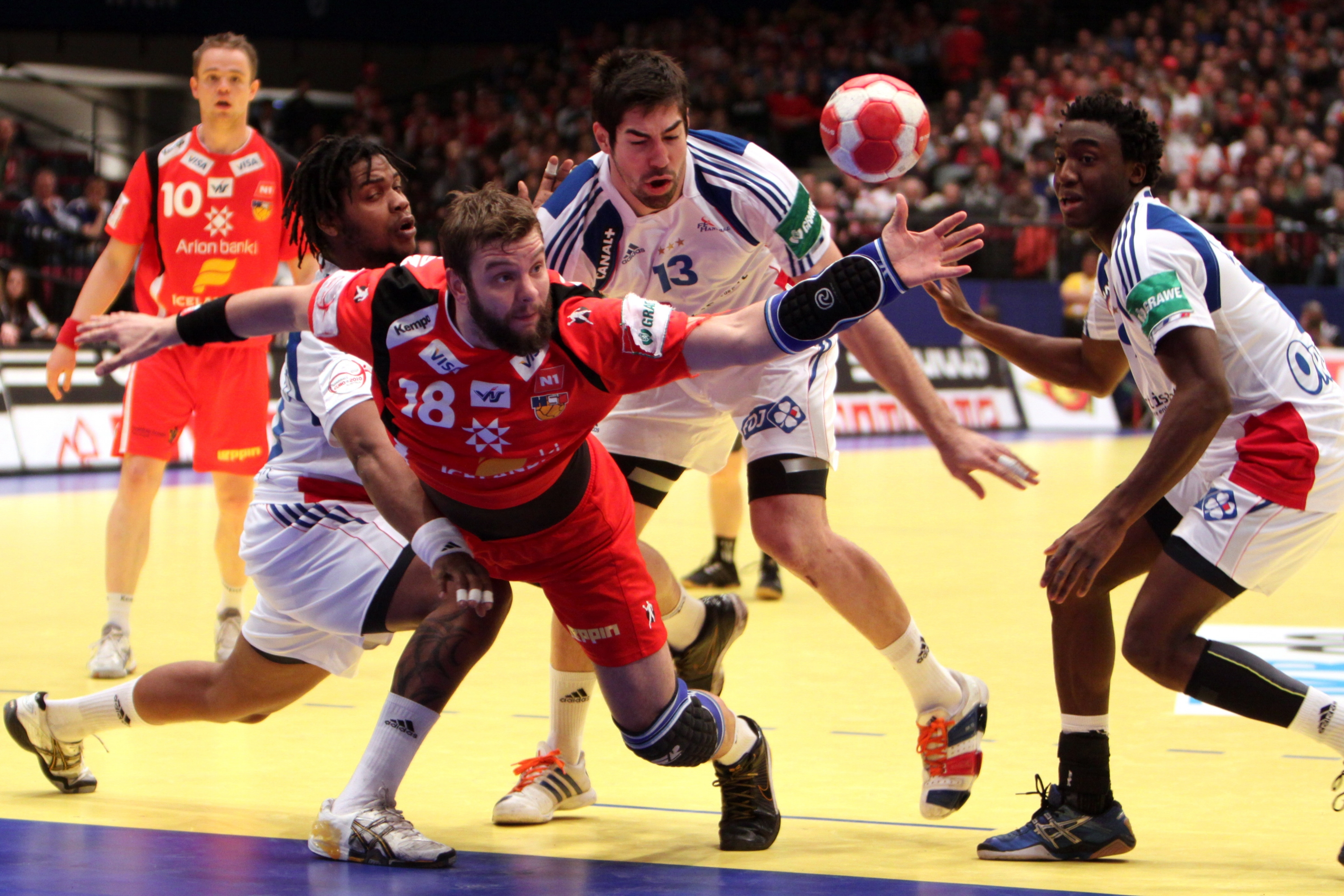

### Finale
| 31 janvier 2010 17h30 | Croatie        | 21 – 25   | France             | Wiener Stadthalle, Vienne Affluence : 11 000 Arbitrage : Methe, Methe |
| 31 janvier 2010 17h30 | Vedran Zrnić 7 | (12 – 12) | Nikola Karabatic 6 | Wiener Stadthalle, Vienne Affluence : 11 000 Arbitrage : Methe, Methe |
| 31 janvier 2010 17h30 | ×4 ×3 ×1       | Rapport   | ×4 ×3              | Wiener Stadthalle, Vienne Affluence : 11 000 Arbitrage : Methe, Methe |

| Croatie                  |                   |                |                         |
|                          |                   |                |                         |
| Gardiens :               |                   |                |                         |
| 25                       | Mirko Alilović    | 13 arrêts      |                         |
| 12                       | Goran Čarapina    | 0 arrêts       |                         |
| Joueurs de champ :       |                   |                |                         |
| 4                        | Ivano Balić       | 4              |                         |
| 5                        | Domagoj Duvnjak   | 3              |                         |
| 6                        | Blaženko Lacković |                |                         |
| 7                        | Vedran Zrnić      | 7 (dont 6 pen) |                         |
| 8                        | Marko Kopljar     | 1              |                         |
| 9                        | Igor Vori         | 2              | Suspension              |
| 10                       | Jakov Gojun       | 0              | Carton jaune            |
| 14                       | Drago Vuković     | 2              |                         |
| 17                       | Vedran Mataija    | 0              | Carton rouge            |
| 21                       | Denis Buntić      | 0              | Suspension · Suspension |
| 24                       | Tonči Valčić      | 0              | Carton jaune            |
| 26                       | Manuel Štrlek     | 2              | Carton jaune            |
| 27                       | Ivan Čupić        | 0              |                         |
| 28                       | Željko Musa       | 0              |                         |
| Entraîneur : Lino Červar |                   |                |                         |

| Croatie | Statistiques   | France |
| ------- | -------------- | ------ |
| 21      | Buts marqués   | 25     |
| ? %     | % réussite     | ? %    |
| 6       | Jets de 7m     | 2      |
| 6 min   | Suspensions    | 6 min  |
| 3       | Cartons jaunes | 3      |
| 1       | Cartons rouges | 0      |
| 13      | Arrêts         | 12     |
| ?       | % d'arrêts     | ?      |

| France                     |                    |                |                                        |
|                            |                    |                |                                        |
| Gardiens :                 |                    |                |                                        |
| 12                         | Thierry Omeyer     | 12 arrêts      |                                        |
| 16                         | Daouda Karaboué    | 0 arrêts       |                                        |
| Joueurs de champ :         |                    |                |                                        |
| 2                          | Jérôme Fernandez   | 2              |                                        |
| 3                          | Didier Dinart      | 0              |                                        |
| 4                          | Xavier Barachet    | 0              |                                        |
| 5                          | Guillaume Gille    | 1              | Carton jaune                           |
| 8                          | Daniel Narcisse    | 3              | Suspension                             |
| 9                          | Guillaume Joli     | 1 (dont 1 pen) |                                        |
| 13                         | Nikola Karabatic   | 6              | Carton jaune · Suspension · Suspension |
| 15                         | Franck Junillon    | -              |                                        |
| 19                         | Luc Abalo          | 4              |                                        |
| 20                         | Cédric Sorhaindo   | 3              | Carton jaune                           |
| 21                         | Michaël Guigou     | 3 (dont 1 pen) |                                        |
| 23                         | Sébastien Bosquet  | 2              |                                        |
| 24                         | Sébastien Ostertag | -              |                                        |
| 25                         | Grégoire Detrez    | -              |                                        |
| Entraîneur : Claude Onesta |                    |                |                                        |

Actions du match
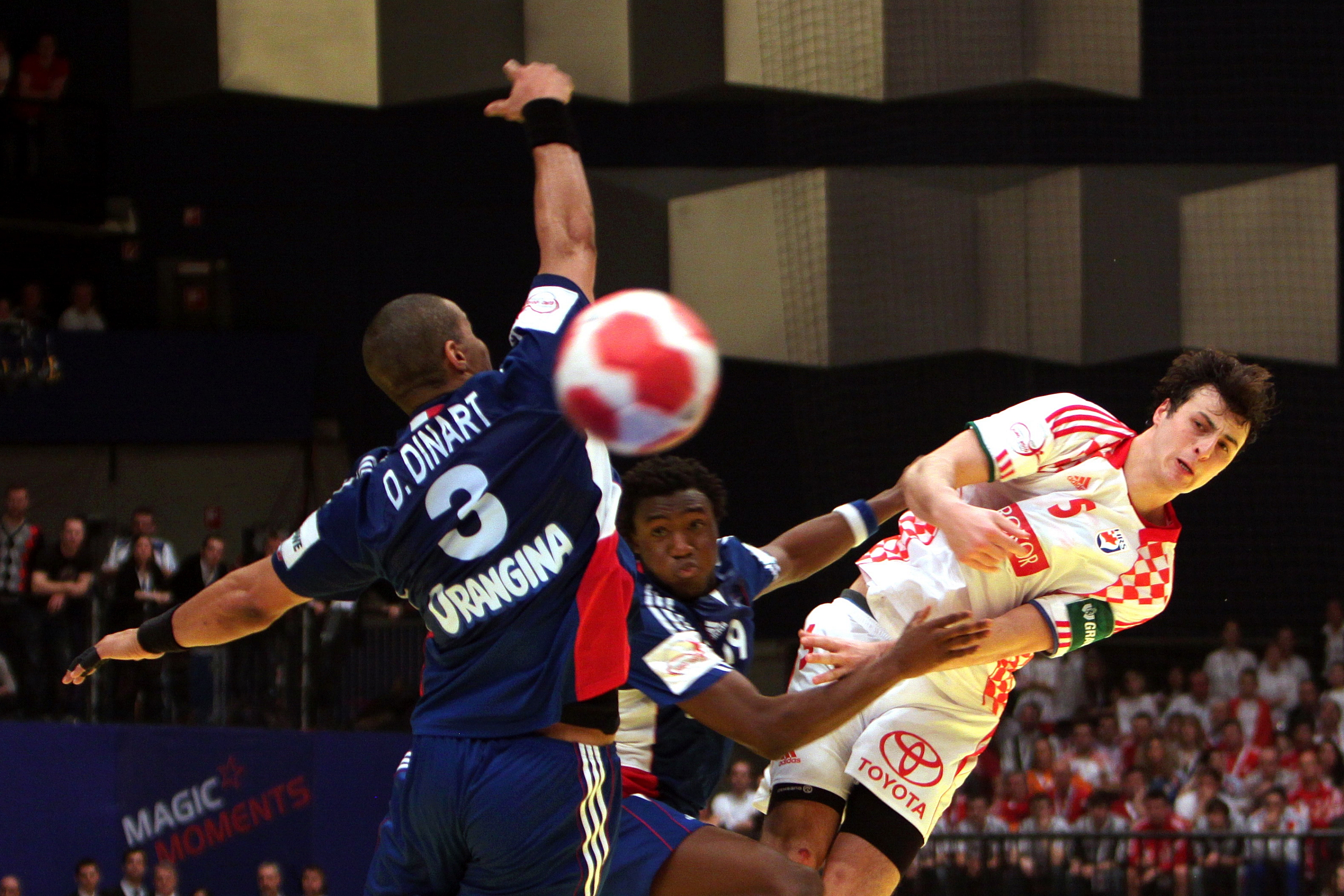
Domagoj Duvnjak est parvenu à tirer malgré la défense de Luc Abalo et de Didier Dinart.
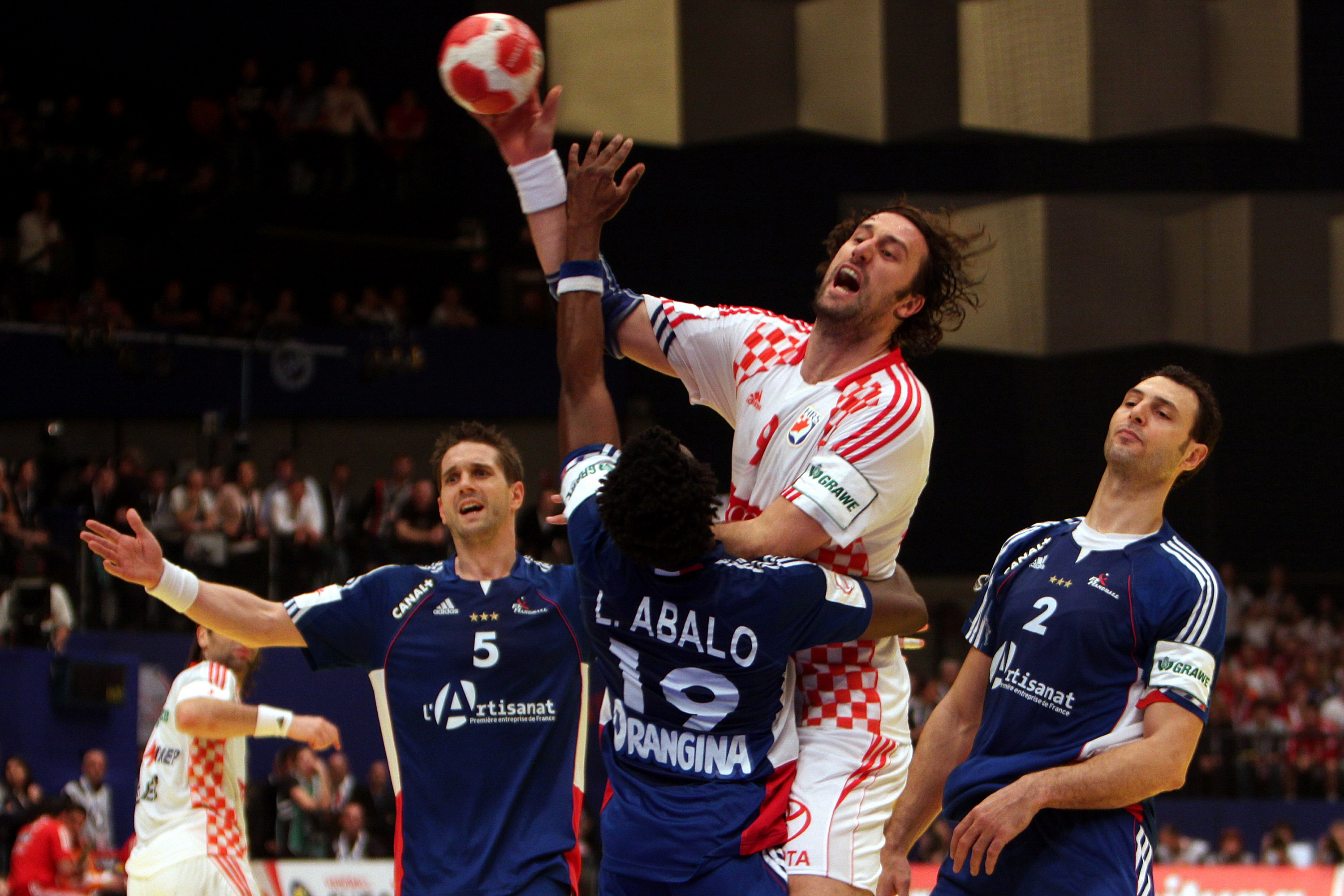
Igor Vori contrôlé par Luc Abalo, sous les yeux de Guillaume Gille et Jérôme Fernandez.
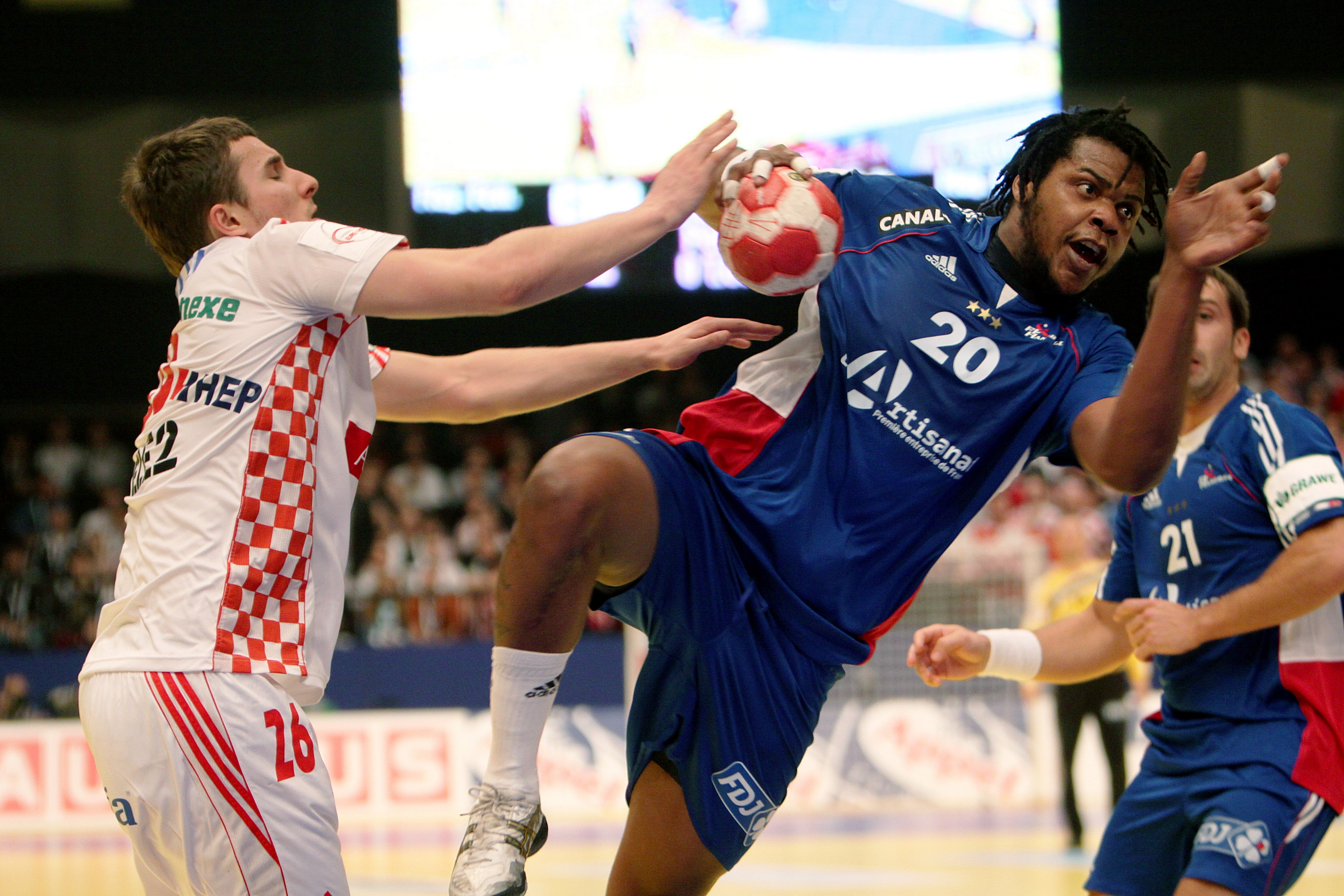
Manuel Štrlek tente d'empêcher Cédric Sorhaindo d'aller au tir.
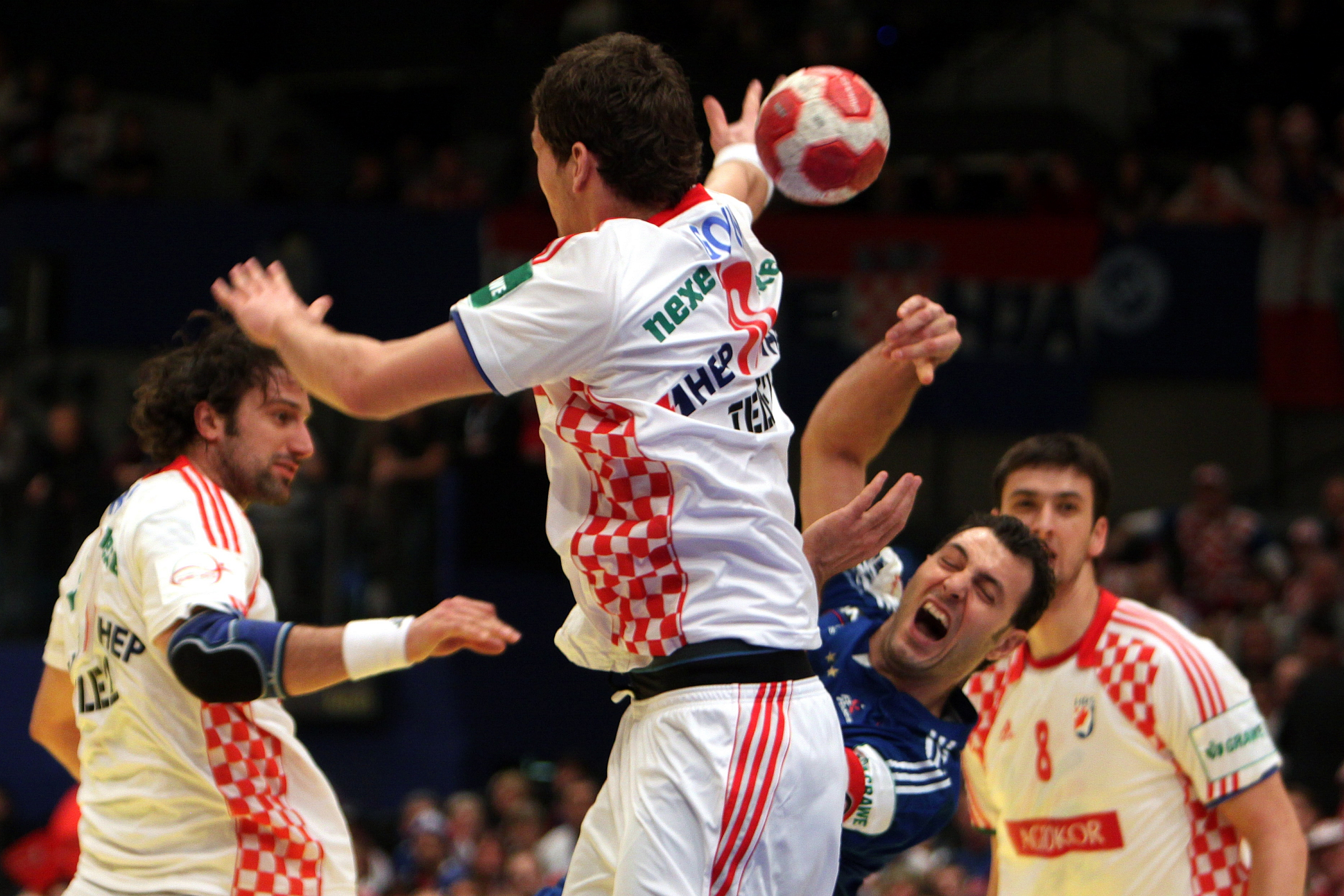
Jérôme Fernandez face à Igor Vori, Jakov Gojun et Marko Kopljar.
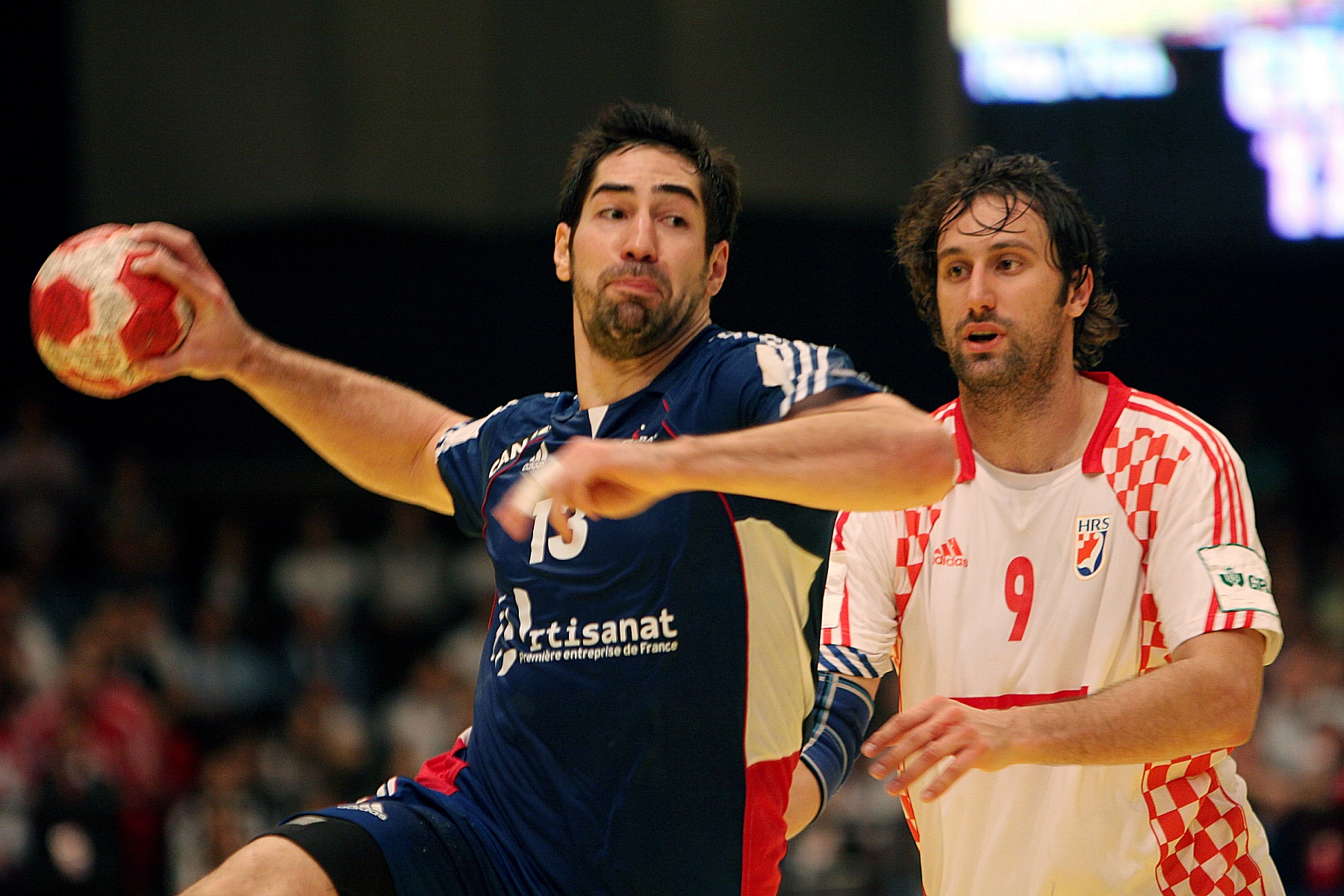
Nikola Karabatic tire sous les yeux d'Igor Vori.

## Statistiques

### Équipe-type
Deux joueurs apparaissent dans l'équipe-type de la compétition :
- Meilleur demi-centre : Nikola Karabatic
- Meilleur ailier droit : Luc Abalo

### Statistiques
Trois joueurs apparaissent dans les Statistiques individuelles :
- avec 40 buts sur 73 tirs en 8 match, Nikola Karabatic est le troisième meilleur buteur de la compétition,
- avec 37,5 % d'arrêts (113 arrêts pour 301 tirs) en 8 match, Thierry Omeyer est le deuxième meilleur gardien de la compétition,
- avec 40 buts et 25 passes décisives, Nikola Karabatic est le troisième meilleur buteur-passeur de la compétition,
- avec 30 buts et 20 passes décisives, Daniel Narcisse est le septième meilleur buteur-passeur de la compétition,

| Rang  | Joueur             | Tot. | Tirs | %      | Ch. | 7m    | MJ | Moy. | Carton jaune | Suspension | Carton rouge | Temps de jeu    |
| ----- | ------------------ | ---- | ---- | ------ | --- | ----- | -- | ---- | ------------ | ---------- | ------------ | --------------- |
| 1     | Nikola Karabatic   | 40   | 73   | 54,8 % | 40  | 0     | 8  | 5,0  | 7            | 6          | 0            | 6 h 44 min 8 s  |
| 2     | Luc Abalo          | 30   | 46   | 65,2 % | 30  | 0     | 8  | 3,8  | 1            | 0          | 0            | 7 h 1 min 50 s  |
| 3     | Michaël Guigou     | 30   | 50   | 60,0 % | 27  | 3/8   | 8  | 3,8  | 1            | 1          | 0            | 5 h 37 min 52 s |
| 4     | Daniel Narcisse    | 30   | 60   | 50,0 % | 30  | 0     | 8  | 3,8  | 3            | 2          | 0            | 4 h 30 min 47 s |
| 5     | Guillaume Joli     | 22   | 29   | 75,9 % | 2   | 20/26 | 8  | 2,8  | 0            | 0          | 0            | 1 h 13 min 47 s |
| 6     | Cédric Sorhaindo   | 21   | 27   | 77,8 % | 21  | 0     | 8  | 2,6  | 6            | 3          | 0            | 4 h 37 min 30 s |
| 7     | Jérôme Fernandez   | 19   | 42   | 45,2 % | 19  | 0/1   | 8  | 2,4  | 1            | 1          | 0            | 5 h 56 min 34 s |
| 8     | Sébastien Bosquet  | 12   | 28   | 42,9 % | 12  | 0     | 8  | 1,5  | 0            | 0          | 0            | 1 h 37 min 49 s |
| 9     | Bertrand Gille     | 9    | 13   | 69,2 % | 9   | 0     | 5  | 1,8  | 0            | 0          | 0            | 1 h 45 min 31 s |
| 10    | Guillaume Gille    | 6    | 14   | 42,9 % | 6   | 0     | 8  | 0,8  | 2            | 2          | 0            | 2 h 29 min 15 s |
| 11    | Franck Junillon    | 3    | 4    | 75,0 % | 3   | 0     | 8  | 0,4  | 0            | 0          | 0            | 0 h 9 min 38 s  |
| 12    | Sébastien Ostertag | 3    | 10   | 30,0 % | 3   | 0     | 8  | 0,4  | 0            | 1          | 0            | 2 h 17 min 35 s |
| 13    | Didier Dinart      | 0    | 1    | 0 %    | 0   | 0     | 8  | 0    | 3            | 1          | 0            | 3 h 54 min 17 s |
| 14    | Grégoire Detrez    | 0    | 0    | - %    | 0   | 0     | 3  | 0    | 0            | 0          | 0            | 0 h 1 min 50 s  |
| 15    | Xavier Barachet    | 0    | 0    | - %    | 0   | 0     | 2  | 0    | 0            | 0          | 0            | 0 h 1 min 37 s  |
| Total | Total              | 225  | 397  | 56,7 % | 202 | 23    | 8  | 28,1 | 27*          | 17         | 0            | 8 h 0 min 0 s   |

* dont 3 cartons jaunes pour le banc de touche.
| Rang  | Nom             | %      | Arrêts | Tirs | MJ | Moy. | Temps de jeu    |
| ----- | --------------- | ------ | ------ | ---- | -- | ---- | --------------- |
| 1     | Thierry Omeyer  | 37,5 % | 113    | 301  | 8  | 14,1 | 7 h 40 min 55 s |
| 2     | Daouda Karaboué | 27,3 % | 3      | 11   | 8  | 0,4  | 0 h 19 min 5 s  |
| Total | Total           | 37,2 % | 116    | 312  | 8  | 14,5 | 8 h 0 min 0 s   |

## Navigation